# 2021年中国大陆
| 中国历史 / 中国历史年表 |
| 世紀： 20世纪中国 / 21世纪中国 / 22世纪中国 |
| 年代： 1990年代中国大陆 / 2000年代中国大陆 / 2010年代中国大陆 / 2020年代中国大陆 / 2030年代中国大陆 / 2040年代中国大陆 / 2050年代中国大陆                     |
| 年份： 2017年中国大陆 / 2018年中国大陆 / 2019年中国大陆 / 2020年中国大陆 / 2021年中国大陆 / 2022年中国大陆 / 2023年中国大陆 / 2024年中国大陆 / 2025年中国大陆 |
| 纪年： 辛丑年（牛年）、中华人民共和国成立72周年 |

## 党和国家领导人

### 最高领导人
- 中共中央总书记：习近平

### 国家元首
- 国家主席：习近平
  - 国家副主席：王岐山

### 政府首脑
- 国务院总理：李克强
  - 国务院副总理：韩正、孙春兰、胡春华、刘鹤
  - 国务委员：魏凤和、王勇、王毅、肖捷、赵克志

### 最高国家权力机关
- 全国人大常委会委员长：栗战书
  - 全国人大常委会副委员长：王晨、曹建明、张春贤、沈跃跃、吉炳轩、艾力更·依明巴海、万鄂湘、陈竺、王东明、白玛赤林、丁仲礼、郝明金、蔡达峰、武维华

### 政治协商会议
- 全国政协主席：汪洋
  - 全国政协副主席：张庆黎、刘奇葆、帕巴拉·格列朗杰、董建华、万钢、何厚铧、卢展工、王正伟、马飚、陈晓光、梁振英、夏宝龙、杨传堂、李斌、巴特尔、汪永清、何立峰、苏辉、郑建邦、辜胜阻、刘新成、何维、邵鸿、高云龙

### 最高监察机关
- 国家监委主任：杨晓渡
  - 国家监委副主任：刘金国、 杨晓超、 李书磊、 徐令义、 肖培、 陈小江

### 国家司法机关
- 最高人民法院院长：周强 首席大法官
- 最高人民检察院检察长：张军 首席大监察官

## 大事记
以下为被至少两家主流媒体列入盘点的2021年中国大陆的重大事件。
| 时间    | 事件                       | 新华社 | 汉语盘点2021 | BBC中文 | 德国之声中文网 | ABC中文 |
| ------- | -------------------------- | ------ | ------------ | ------- | -------------- | ------- |
| 5月31日 | 三孩政策公布               | √      |              | √       |                |         |
| 7月1日  | 中国共产党成立100周年      | √      | √            |         |                | √       |
| 7月24日 | 双减政策公布               |        | √            | √       |                |         |
| 11月2日 | 彭帅指控张高丽性丑闻事件   |        |              |         | √              | √       |
| 12月3日 | 恒大宣布无法履行债务责任   |        |              | √       | √              | √       |
|         | 2021年中国大陆停电限电事件 |        |              | √       |                | √       |

2021年中国大陆：1月 - 2月 - 3月 - 4月 - 5月 - 6月 - 7月 - 8月 - 9月 - 10月 - 11月 - 12月

### 1月
- 1月1日，《中华人民共和国民法典》正式施行，是中华人民共和国第一部以“法典”命名的法律[6]。

- 1月8日：中國大陸正值寒冬，多地近期出現歷史低溫，浙江等多個華南省份卻傳出停電、限電，山西臨汾市甚至為禁煤強拆民宅煤爐。國務院總理李克强主持召开國務院常務會議下令確保民生用氣用電用煤，決不允許人為斷供。[7]

- 1月9日：中國北方地區持續低溫，經歷多日的嚴寒後，黃河位於山東濟南濼口段出現罕見大面積冰封，目測至少有十幾公里。截至上午9時，山東省共36處河段封河，主要集中在濟南、濱州、河口一帶，總長度達98.3千米。[8]

- 1月10日：B站（Bilibili）直播主「墨茶official」因貧病交加在大涼山的出租屋內逝世，引發社會對貧富懸殊、「高科技貧窮」、「內捲化」等現象的反思。[9]

- 1月12日：
  - 瀋陽鐵路局下屬大連車務段的列車系統因Adobe公司Flash組件停用而癱瘓20多個小時，導致部分車站失控，當局降低Flash版本以解除事故。[10]
  - 馬來西亞喜劇演員黃瑾瑜（Nigel Ng，人稱Uncle Roger）刪除了一段與中國政府批評者陳興（Mike Chen）合作的YouTube視頻，並在微博向粉絲道歉。[11]

- 1月29日：海航集團宣佈因無法償還債務，申請法院對其破產重組。[12]

- 1月31日：中華人民共和國不再承認BNO護照（英國國民（海外）護照）作爲有效旅行证件和身份證明，並保留采取進一步措施的權利。早前中華人民共和國外交部批評英國「炮製」香港居民赴英居留和入籍政策，指其嚴重侵犯中國主權、粗暴干涉香港事務和中國內政，嚴重違反國際法和國際關係基本準則。[13]

### 2月
- 2月2日：內蒙古赤峰市敖漢旗一政法委副書記潘衛國因去年4月4日酒駕逃逸導致4死，事後為逃避責任，讓同車人閆某華「頂包」替罪。案件一審宣判，潘衛國犯交通肇事罪被判有期徒刑7年。受害人家屬表示不接受道歉，將繼續上訴。[14]

- 2月3日：「人人影視字幕組」因侵犯影視作品著作權被查處，14名犯罪嫌疑人被捕，被指涉案金額逾1600萬元人民幣。消息引發網民激烈爭議。[15]

- 2月5日：中國司法機關正式逮捕自2020年8月起被中國當局扣押的澳大利亞華裔記者、前中國環球電視網的節目主持人成蕾，指控其為境外非法提供國家秘密。澳方對此表示關切。[16]

- 2月6日：广州美术学院教授馮峰主辦、自1月1日起展出的《鴨兔元旦》展覽煞停，「Miffy米菲中國」微博發聲明稱各方經協商後就著作權爭議達成和解。有關作品曾被質疑抄襲荷蘭卡通人物米菲(Miffy)，引發網民激烈爭議。[17]

- 2月8日：19時，竄紅一時的語音社交軟體Clubhouse遭到中國政府封鎖。[18]

- 2月11日：中國國家主席習近平同美國總統拜登通電話，兩人就中國牛年春節相互拜年，並就雙邊關係和重大國際及地區問題深入交換意見。[19]

- 2月12日：大年初一零時，英國廣播公司（BBC）世界新聞台突然遭到中國廣電總局終止其落地中國。[20]

- 2月19日：《解放軍報》頭版刊登《英雄屹立喀喇崑崙》文章，是中方在2020年6月中印邊境流血衝突事隔大半年後首次證實中國軍隊有4名官兵在衝突中犧牲。[21]

- 2月24日：被譽爲「天下第一村」的江蘇江陰華西村即日起連日出現村民擠兌潮。華西村方面回應指該村資金充足，擠兌潮系坊間傳言引起。[22]

- 2月25日：中共中央总书记习近平在全国脱贫攻坚总结表彰大会庄严宣告，中国脱贫攻坚战取得了全面胜利，现行标准下9899万农村贫困人口全部脱贫，832个贫困县全部摘帽，12.8万个贫困村全部出列，区域性整体贫困得到解决，完成了消除绝对贫困的艰巨任务。[23]

- 2月26日：早在2020年11月被武漢政府全盤接管的武漢弘芯通知遣散所有員工，再無復工復產計劃。[24][25]

- 2月28日：電影《無依之地》導演趙婷奪得第93屆奧斯卡金像獎的最佳導演獎，該部電影同時奪得奧斯卡最佳影片獎及最佳女主角獎，隨即她受到中國主流輿論追捧，中國官媒紛紛讚揚這位「中國導演」是「中國的驕傲」。但電影在3月初開始遭到微博、豆瓣中國社交媒體「限流」，其原定4月23日在中國的上映亦被撤檔，甚至遭到網民撻伐抵制。外界分析肇因是趙婷過往曾發表有關「中國遍地都是謊言」的爭議性言論。[26]

### 3月
- 3月1日：中国大陆自即日起單方面暫停進口台灣菠蘿（鳳梨），原因是「2020年以來中國海關多次從台灣菠蘿中截獲檢疫性有害生物」。台灣方面就此表達譴責。事件引發兩岸民眾爭議。[27]

- 3月4-11日：2021年兩會在北京舉行。11日的閉幕會上批准了「十四五」規劃和2035年遠景目標綱要、全國人大常委會工作報告等，並通過了關於修改全國人大組織法和全國人大議事規則的決定，國家主席習近平簽署第73號、第74號主席令予以公佈。[28]此外，這次兩會有許多決議和人大提案引發關注和爭議，包括香港選舉制度改革等決議，以及高考不考英語、代孕合法化、「讓男孩更像男孩」、家暴者離婚不分財產、法定結婚年齡降低至18歲、抑鬱症納入醫保等提案。[29]

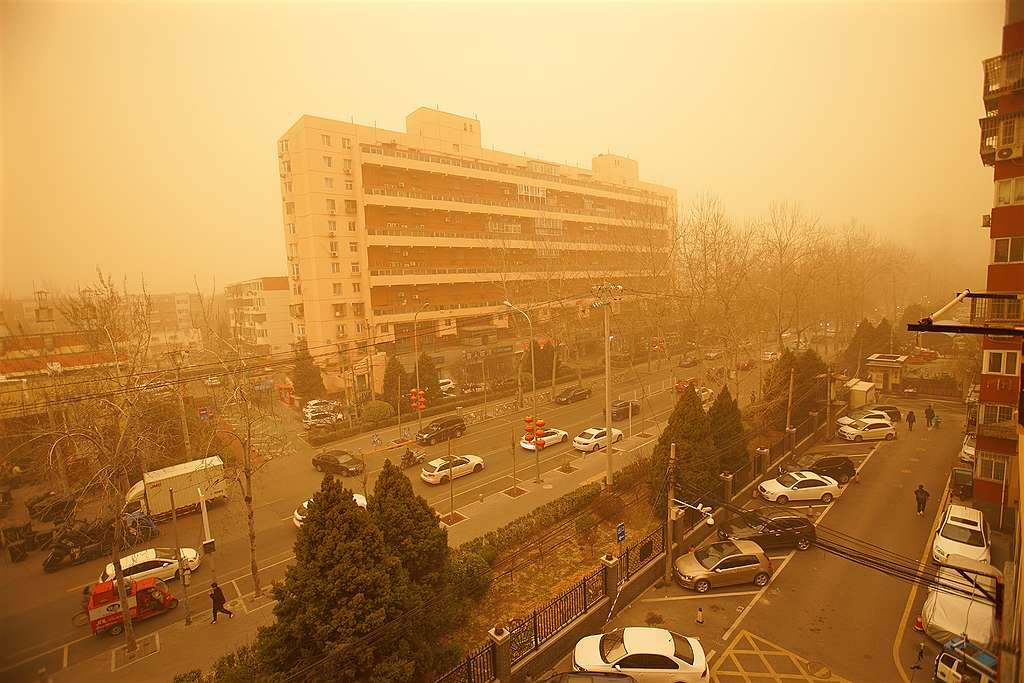
2021年3月中 北京等多個華北省市遭遇十年來最強的沙塵天氣，北京市能見度不足1公里

- 3月14日起：華北多地遭遇近十年以來強度最強、範圍最廣的沙塵天氣。15日北京發布沙塵暴黃色預警，大部能見度小於1公里，截至15日上午9時，北京市中心與近郊6區懸浮微粒PM10濃度每立方公尺超過8000微克，北京首都機場和大興國際機場均有超過2成航班取消。[30]隨後揚沙和浮塵天氣持續向南推進，遍及華北17省，其中内蒙古、甘肅、新疆、寧夏等地出現沙塵暴。[31]

- 3月15日：廣西巴馬瑤族自治縣有120急救人員救治不專業，導致傷者從擔架上跌落造成二次傷害，次日官方回應稱「急救傷者從擔架摔落前已死亡」，持續引發關注和爭議。[32]

- 3月18日：中美高層在阿拉斯加舉行拜登政府上台以來的首場高層面對面會談，雙方一開場便唇槍舌戰，尖銳指責彼此的政策，還互相指責對方違反規則、超時進行陳述[33]。會後既沒有發表聯合聲明，也沒有召開聯合記者會。美方形容對話是「艱難而直接的」，中方也稱「雙方仍存在重要的分歧」[34]。

- 3月20日：四川廣漢「三星堆遺址」項目通報重要考古發現與研究成果，新發現的6座三星堆文化「祭祀坑」出土了大量新文物，引發關注。[35][36]

- 3月22日：国家市场监督管理总局对包括腾讯、百度、美团、苏宁以及阿里巴巴、京东、字节跳动、滴滴控制的关联方在内的12家中国企业违反“反垄断法”的行为作出处罚，每家企业被顶格罚款50万元人民币，合计600万。[37]

- 3月24日起：瑞典时装品牌H&M曾于2020年9月发表的不使用新疆产品或原料的声明，引发了中国大陆自2012年以来最大规模的洋货抵制运动。此后H&M、Adidas、Nike、New Balance、ZARA、ユニクロ(Uniqlo)等数百家外企受到牵连，遭到民众罢买、电商下架[38]，其与许多中国公众人物的合作关系也纷纷宣布解約[39]。

- 3月26日起：國務院前總理溫家寶在《澳門導報》發表追憶亡故母親的長篇連載文章《我的母親》，文末提到「我同情窮人、同情弱者，反對欺侮和壓迫。我心目中的中國應該是一個充滿公平正義的國家」。文章在4月17日被一個微信公眾號轉載，但很快被微信以違規爲由禁止轉發分享。[40]

- 3月31日：教育部再以「睡眠時間」為由公佈《關於進一步加強中小學生睡眠管理工作的通知》，規定遊戲商需在晚10朝8這段時間停止向未成年人提供網絡遊戲服務。[41]

### 4月
- 4月1日：陝西省模擬電視自當天凌晨0時正起正式停播，至此全國境內均已過渡至數碼電視廣播。[42]

- 4月5日：中國廣東省核應急委員會辦公室通報一則台山核電站釋放極少量氣體的運行事件，並指事件沒有對環境帶來影響。[43]

- 4月上旬：粵東多地因應旱情宣佈制水，其中汕頭多地按「供三停三」安排錯峰供水。[44]

- 4月10日：
  - 國家市場監督管理總局對阿里巴巴集團處以182.28億元人民幣罰款，是迄今為止中國對企業開出的最大反壟斷罰單。[45]
  - 中國疾控中心主任高福罕有承認中國的新冠疫苗防護率並不高。[46]

- 4月11日：巴西布坦坦研究所完成科興疫苗的第三期臨床研究報告，顯示其整體有效率為50.7%，略高於世界衛生組織要求的5成保護率門檻。[47]

- 4月19日：上海國際車展Tesla（特斯拉）展台發生維權事件，一名女子爬上展車頂部高喊「刹車失靈」，涉事者次日被警方行政拘留5日。Tesla中國公司副總裁對此表示「我們沒辦法妥協」，遭到新華社批評「回應傲慢」，指出無論哪家車企都須對中國市場有敬畏之心。22日，Tesla公佈事故前1分鐘行車數據，顯示制動系統正常介入工作，表示將持續配合調查及監督。[48]

- 4月20日：
  - 博鰲亞洲論壇2021年年會開幕式在海南博鰲舉行，中共中央總書記、國家主席習近平以視像方式發表演講。[49]
  - 無國界記者組織發布2021年世界新聞自由指數，中華人民共和國仍維持全球第177名，即倒數第四。此外香港排名亦由去年的18位大跌至80位，並指出情況可能進一步惡化。[50]

- 4月21日：被譽為「良心民企」的河北省大午農牧集團，創辦人孫大午等7名集團高層，分別指涉嫌「非法佔用農用地」和「尋釁滋事」等罪名被捕[51]。同年7月28日，孫大午因妨害公務罪等八項罪名被判刑18年[52]。

- 4月22日：北京清華大學成立集成電路學院，俗稱「芯片學院」。[53]

- 4月23日：曾洩露中國第一家庭成員個人信息的「惡俗維基」成員牛騰宇被廣東省茂名市茂南區法院二審秘密宣判維持14年重刑，其餘涉案23人亦維持判刑1至4年不等。[54][55]

- 4月25日：日本無印良品（MUJI）繼2019年敗訴中國商標蟑螂「无印良品」（Natural Mill）後，再因標權糾紛被北京无印良品之母公司「北京棉田紡織品有限公司」起訴，指MUJI發表的聲明涉嫌商業詆毀不正當競爭，此案未当庭宣判。[56]

- 4月26日：
  - 國家安全部公佈《反間諜安全防範工作規定》，並於即日起施行。[57]
  - 市场监管总局根据举报，依法对美团实施“二选一”等涉嫌垄断行为立案调查。

- 4月29日：

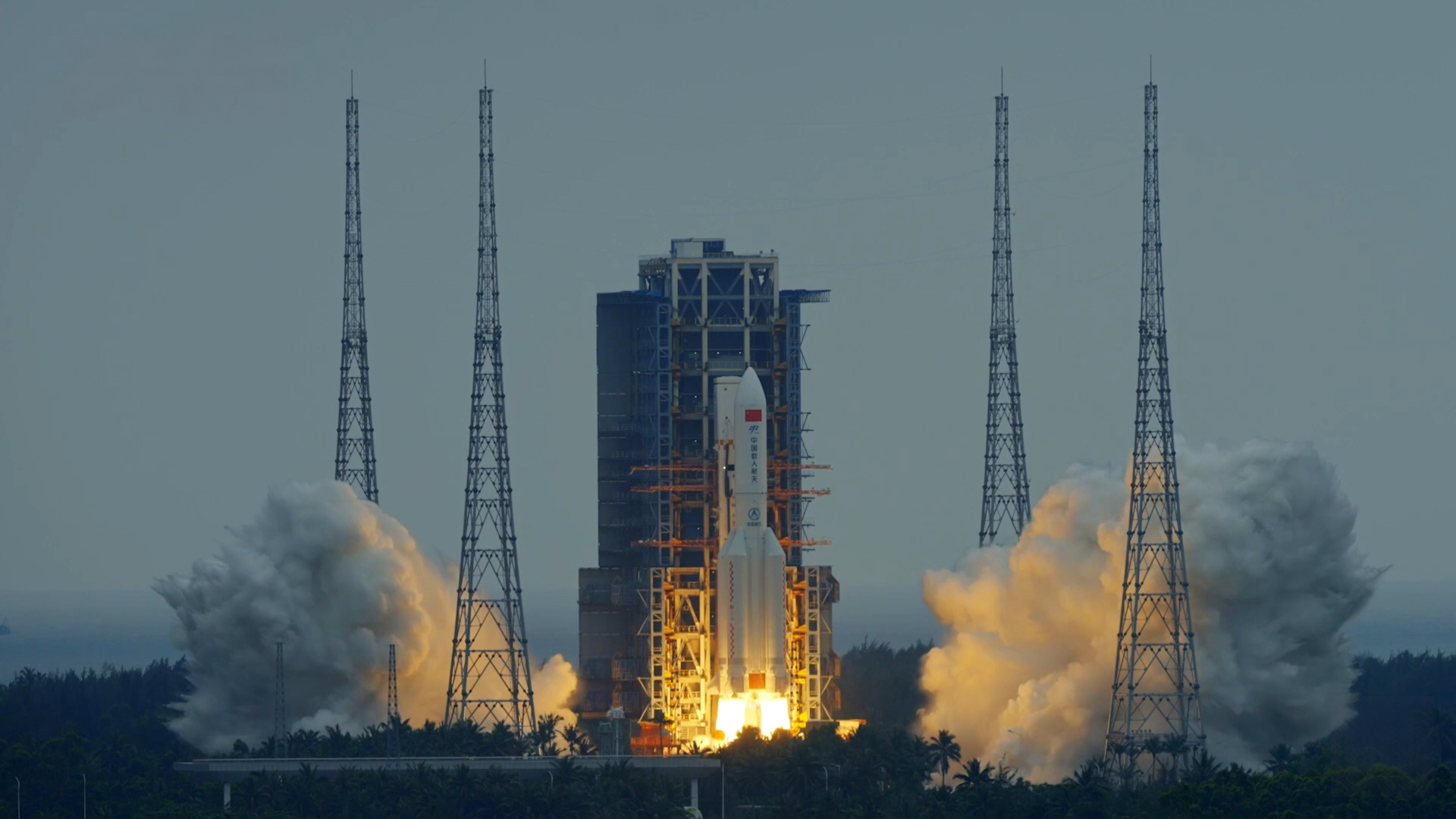
2021年4月29日 天宮號太空站天和核心艙發射升空

  - 11時23分，中國空間站天和核心艙在海南文昌航天發射場發射升空，準確進入預定軌道，任務取得成功。中共中央總書記、國家主席習近平致電祝賀。[58]
  - 大陸官方四大金融監管機構約談騰訊、百度旗下度小滿金融、京東金融、字節跳動等13家從事金融業務的網絡平台企業，要求整改。[59]

- 4月30日：
  - 國家統計局發布報告指出，2020年全國農民工總計2億8560萬人，月均收入人民幣4072元。[60]
  - 公安部和天津市人民检察院的官方賬號在微博等多個平台發表圖文嘲笑印度抗疫，引發爭議。[61]

### 5月
- 5月1日：

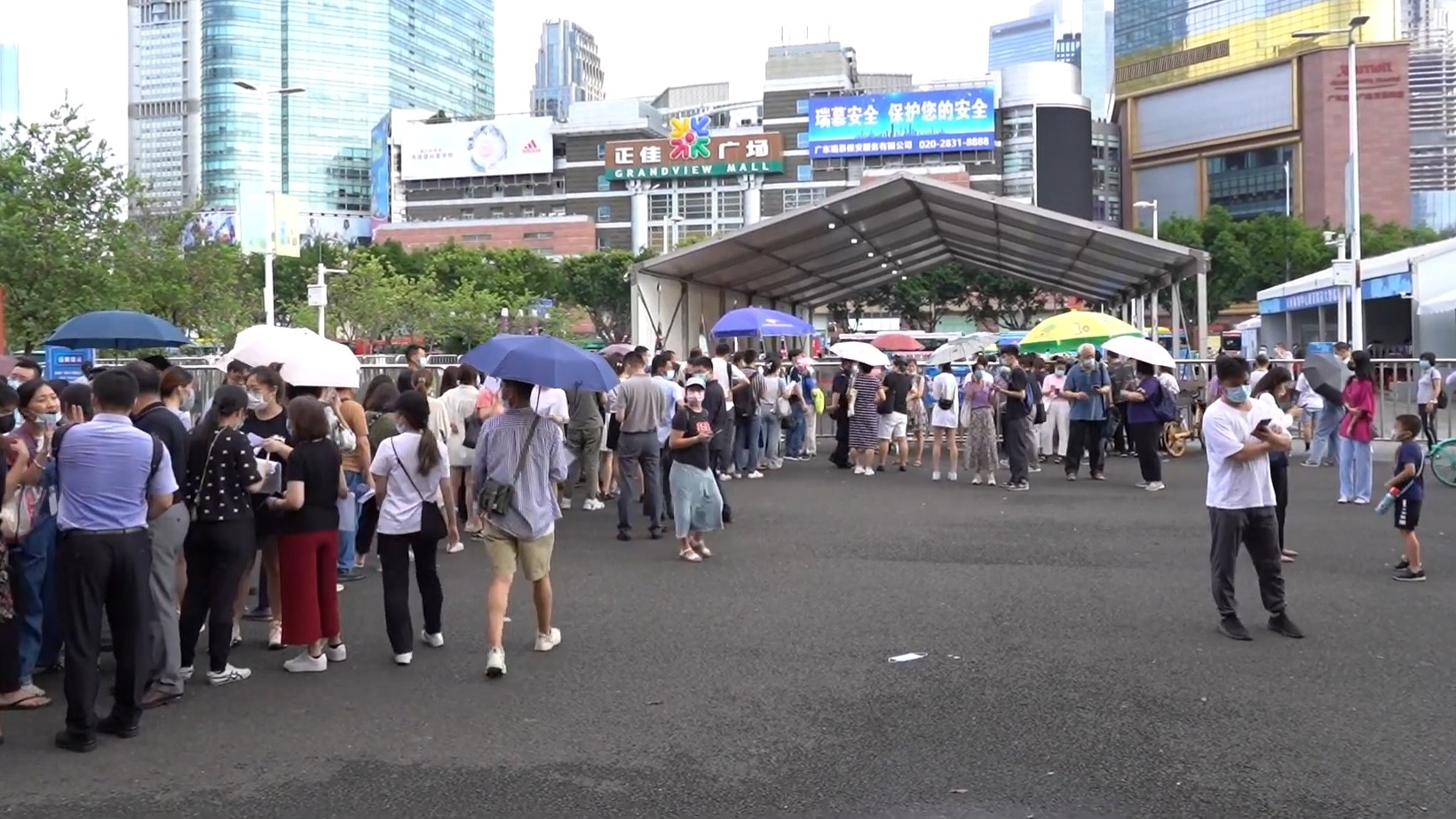
2021年5-6月 廣州等地的2019冠狀病毒病疫苗接種點排起長龍

  - 凌晨，一名自稱從福建石獅市出發、駕駛橡皮艇11小時、橫跨台灣海峽順利無阻抵達台灣台中港西碼頭的大陸周姓男子被當地人發現，稱原因是「嚮往台灣的民主自由」，自己並非通緝犯。[62]
  - 五一小長假伊始，京廣高鐵運營因大風天氣影響而受阻，北京西站5月1日及2日停發共20次列車，另有多個車次晚點，造成大批旅客滯留。[63]
  - 河北地質大學以疫情為由，禁止學生在勞動節長假期間離校，但北校區約100名學生從校園內破閘蜂擁而出。校方回應指已批評涉事學生。[64]
  - 中共中央政法委官方微博「中國長安網」發佈一則嘲諷印度疫情失控的帖文，內文寫道「中国点火VS印度点火」，附有長征五號火箭發射現場以及印度火化遺體現場的對比圖，不久該條微博遭到刪除。[65]
  - 勞動節當天，微博視頻號「深圳大事件」發佈宣傳片《奮鬥者，不寂寞》，鼓勵熬夜加班以振興經濟，引發網友熱議。[66]

- 5月3日：山東省衛健委宣佈推出「金色健康碼」，民眾接種完兩劑新冠疫苗即可免費擁有。[67]

- 5月4日：
  - 五四青年節期間，各級共青團組織廣泛開展「學黨史、強信念、跟黨走」主題團日活動。[68]
  - 凌晨4時，一名自稱來自廣西、從福建外海小嶝島出發、以無動力橡皮艇划槳方式偷渡至金門的江姓男子被金門岸巡隊發現，5時53分被緝獲。該名江姓男子自稱「就是想來」，其身上被發現攜帶豬肉水餃16顆，被有關部門銷毀，其後男子被安排隔離檢疫。這是5天內第2起大陸人士企圖偷渡台灣。[69]

- 5月5日：
  - 2021中国（宁波）大运河国际钢琴艺术节暨郎朗杯钢琴大赛在浙江宁波大剧院开幕[70]。
  - 世界衛生組織專家審視兩款中國新型冠狀病毒（SARS-CoV-2）疫苗後，點名質疑科興疫苗及國藥疫苗的臨床數據，兩款疫苗對60歲或以上人士產生嚴重副作用風險的數據分別被評估為「可信度低」和「可信度非常低」。[71]
  - 七國集團（G7）外長會議結束並發表聯合公報，其中首度點名批評中國在多個範疇違反國際規則，例如在新疆侵害人權，經濟上實施強逼政策。會議又提及中國在香港違反《中英聯合聲明》，並表示支持台灣加入世界衞生組織和世界衞生大會。[72]次日，中國外交部發言人對此強烈譴責，稱這是對中國主權及內部事務的嚴重干涉。[73]

- 5月6日：
  - 經文化和旅遊部數據中心測算，2021年「五一」假期，中國國內旅遊出遊2.3億人次，實現國內旅遊收入1132.3億元人民幣。[74]
  - 「五一」長假結束後首個工作日，中國北方十餘省再出現沙塵天氣，部分地區出現沙塵暴及強沙塵暴。[75]

- 5月7日：
  - 首屆中國國際消費品博覽會在海南海口舉辦，爲期4天。[76]
  - 世界衛生組織將國藥集團研發的新冠病毒滅活疫苗列入緊急使用清單。[77]
  - 國家發改委宣佈自即日起，無限期暫停其與澳聯邦政府相關部門共同牽頭的「中澳戰略經濟對話」機制下一切活動。[78]

- 5月8日：
  - 國家網信辦部署開展2021年「清朗」系列專項行動，出「重拳」治理網絡亂象滋生蔓延。[79]
  - 上午，杭州野生動物園突然聲稱因園區內發生了「安全問題」暫停開放，當地官方下午證實園內的3隻金錢豹逃脫，其中1隻已經捕獲，仍有2隻尚未尋回（最新情況為尚有一隻未尋回），動物園也否認有動物逃逸。但後來證實3隻金錢豹早於4月19日就已經逃脫，使動物園瞞報的行爲引起廣泛爭議。當地政府隨即責令關閉園區進行安檢，並控制了動物園負責人。[80][81]。

- 5月9日：
  - 10時24分，長征五號B遙二運載火箭末級殘骸已「再入」大氣層，落區位於東經72.47°、北緯2.65°周邊海域，絕大部分器件在再入大氣層過程中燒蝕銷毀。[82]經測量（页面存档备份，存于）後，火箭墜落地點在印度洋阿拉伯海馬爾代夫近海，距離最近的民居（觀光島Gadifuri）只有42.4公里。此爲繼前蘇聯禮炮7號後，近30年來最大人造失控物。[83]事後，美國國家航空太空總署（NASA）指責任由如此大型的火箭失控墜落是「不負責任的做法」。[84]
  - 成都市第四十九中学發生學生墜樓事件，引發軒然大波。

- 5月10日：
  - 國家網信辦通報84款國產應用程序違法違規收集使用個人信息情況，要求運營商於15個工作日內完成整改。[85]
  - 《中國日報》在推特發布的觀光宣傳短片被德法公共電視台揭露涉嫌剽竊行爲，原作品是由瑞士攝影師米歇爾（Sylvia Michel）4月底在瑞士伯恩布里恩茨鎮拍攝的影片。事件引發網友熱議。[86]

- 5月11日：

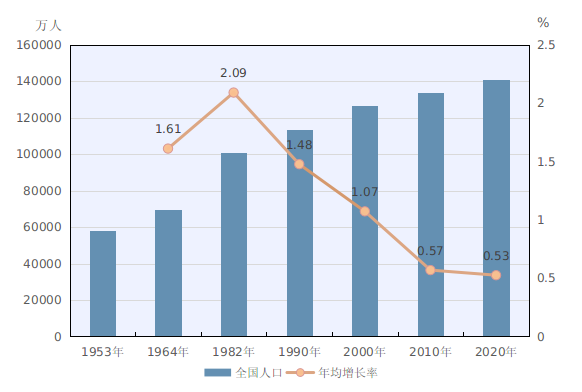
截至2020年11月，中國歷次人口普查全國人口及年均增長率（轉自國家統計局）

- - 國家統計局發佈了原定於2021年4月上旬公佈的第七次全國人口普查公報。數據表明，中國人口10年來繼續保持低速增長態勢，此外也顯示出中國人口正在加速老齡化。而出生率則連續第4年下降，也是官方出生數據自1961年以來的最低點。[87]
  - 教育部等15個部門聯合印發《兒童青少年近視防控光明行動工作方案（2021—2025年）》，明確了近視防控光明行動工作目標。[88]

- 5月12日：美聯社和牛津大學下屬的牛津互聯網研究所經過了一個為期七個月的調查後，發現中國在推特上的崛起，是由大量虛假帳戶大軍推動，大量轉發中國外交官和官方媒體內容，擴大影響力。[89]

- 5月13日：民政部公佈2021年首季全國離婚登記數量，數據顯示，「離婚冷靜期」年初實施後離婚率較2020年尾季下降超過70%。[90]

- 5月14日：
  - 中國多地遭遇極端天氣。
    - 江蘇蘇州、湖北武漢兩地晚間突遭龍捲風襲擊，蘇州龍捲風中心風力更達17級，造成大量建築物倒塌，市面一片狼藉，多處電力設施損毀導致停電，兩地共計最少12人死亡、429人受傷。[91][92]
    - 強對流天氣也波及多個省份，20時55分上海全市發布雷電、大風、暴雨預警和局部冰雹預警；[93]湖北有26個縣市遭遇暴雨或大暴雨，伴有8至11級陣風，武漢、孝感、黃石等地出現冰雹。[91]

  - 中国科学院院士、中国数学家王元于北京逝世，享年91岁[94]

- 5月15日：
  - 7時18分，「天問一號」火星探測器搭載的「祝融號」火星車成功登陸火星，這是中國第一次成功的火星著陸任務，也讓中國成為繼美國後第二個成功派出探測器登陸火星的國家。[95]
  - 廣東電力供應緊張，廣州、佛山、東莞、惠州、珠海、中山、潮州等地部分用戶被要求錯峰用電，有東莞企業自覺每周「開五停二」生產。[96]

- 5月17日：国务院总理李克强与意大利总理德拉吉通电话，李克强指出双方应共同努力，推动中欧投资协定早日签署生效。[97]

- 5月18日：
  - 位於深圳福田區華強北街道的賽格大廈自即日起至少3天內多次出現不明搖晃，期間屢次有大批人員撤離。大廈自18日起已經停市[98]，並於21日零時起暫停所有人員進出。專家組經調查測試後認爲，振動是桅桿風致渦激共振所造成，大廈主體結構安全。[99]
  - 中國監管部門宣布禁止金融和支付機構提供與虛擬貨幣有關的服務，次日比特幣價格大跌15%至3.6萬美元。[100]

- 5月19日：國家統計局公佈，2020年全國城鎮非私營單位就業人員年平均工資為97379元人民幣，比2019年增加7.6%。[101]

- 5月20日：
  - 《中欧全面投资协定》被歐洲議會通過決議正式凍結，直到中華人民共和國解除對歐盟政界人士的制裁。[102]
  - 「中國天眼」（FAST）新發現201顆脈衝星，研究員指其可能對於理解銀河系的電子分佈有重要意義。[103]
  - 中國官媒發表文章就早前引發熱議的網絡文章《躺平即是正義》，批評當代中國年輕人「摸魚」、「躺平」等生活態度「可恥」。[104]

- 5月21日：
  - 中共中央總書記、國家主席習近平應邀在北京以視像方式出席全球健康峰會，並發表題為《攜手共建人類衛生健康共同體》的重要講話。[105]
  - 21時21及48分，雲南大理州漾濞縣先後發生5.6級和6.4級地震，已致3死28傷。[106][107]
  - 西藏和平解放70周年之際，國新辦發表《西藏和平解放與繁榮發展》白皮書。[108]

- 5月22日：

2021年5月 甘肅白銀超級馬拉松賽道全長100公里，分爲3個項目，途中共有9個補給站。事故發生路段（第2至第3補給站）地勢尤爲陡峭險峻。

  - 2時4分，青海果洛州瑪多縣發生7.4級地震，此後持續發生過百次最大5.1級的餘震，最少7.23萬人受災，過萬間房屋受損或倒塌，2萬人撤離到避難點，[109]災區道路、橋梁坍塌令交通中斷。[110][111]
  - 上午，甘肅白銀黃河石林舉行的百公里越野賽遭遇冰雹、凍雨、大風等極端天氣，造成至少21人遇難、8人入院，遇難者包括中國超馬圈領軍人物梁晶、殘運會冠軍黃關軍等圈內高手。消息引發全網熱議，是次比賽的安全預防、後勤保障、應急預案受到質疑。[112][113]
  - 11時47分，大連發生轎車撞人逃逸案，造成4人當場死亡、1人傷重不治、5人受傷，肇事司機已被抓獲，據報涉及社會報復行爲。[114]
  - 13時02分，「中國肝膽外科之父」吳孟超在上海逝世，享年99歲。[115]
  - 13時07分，「雜交水稻之父」袁隆平於湖南省長沙市逝世，享年91歲。[116][117]中國官媒CGTN曾就提早2小時搶報其死訊向公眾致歉。[118]另有多名網友因「醜化褻瀆英雄烈士」受到相關部門處置。[119]

- 5月23日：雲南昆明一所幼兒園傳出駭人事件，一名3歲女童因「未有好好讀書和吃飯」，被老師懲罰吃下廁所內排泄物且同時遭到老師體罰。警方介入調查。事件引發廣泛爭議。[120]

- 5月24日：
  - 國家主席習近平分別同越南國家主席阮春福以及伊朗總統魯哈尼通電話。[121]
  - 國台辦晚間聲稱「十分憂慮」台灣疫情，並願意迅速安排台灣民眾盡快使用其疫苗，也願意考慮派防疫專家往台。陸委會則回應指出，陸方從未提供其疫苗資訊，只是明顯的統戰分化操作；並表示，台灣向外取得疫苗受到何種阻撓，對岸心知肚明，眾人也已週知，多言無益。[122]

- 5月25日：好萊塢電影《速度與激情9》主演約翰·希南（John Cena，中文名：趙喜娜）因半個月前在台灣宣傳該電影時有關將台灣稱爲「國家」的言論引起中國大陸網友不滿，凌晨在微博發布道歉影片以中文致歉，表示他「愛、更尊重中國和中國人」。事件引發各方爭議。[123]

- 5月26日：
  - 中國外交部就近日美國國務院發布「2020年度國際宗教自由報告」並制裁了中方一名官員，決定對美國國際宗教自由委員會委員約翰尼·摩爾實施制裁。[124]
  - 美國白宮宣佈總統拜登已下令情報機關加快調查新冠病毒源頭並在90天內提交報告，中國駐美使館立即不點名批評有人「玩起了政治炒作的老把戲」。[125]同日，中國外交部就美國早前援引報告指出「武漢病毒所三名研究人員在2019年11月患病並送院治療」一事，批評美國「不斷炒作實驗室洩漏論」；而美國國家過敏和傳染病研究所所長安東尼·福奇因早前表示自己並不完全「確信」新冠病毒是自然發展且認爲需要進一步調查，遭到中國官媒猛烈批評為「背叛」。[126]

- 5月27日：20時30分，15頭亞洲象罕見闖入雲南玉溪市峨山縣城，曾在民房附近徘徊，當局立即疏散人群並加強監測預警。此象群自4月16日起從普洱市墨江縣一路北遷，40多天以來象群活動肇事數百起，包括闖入民居覓食、大量毀壞農作物等，造成巨額損失，嚴重影響當地群眾正常生產生活。[127]

- 5月28日：「青春耀百年 永遠跟黨走」上海青少年慶祝中國共產黨成立100週年主題歌會在滬舉行。[128]

- 5月29日：
  - 无人货运飞船天舟二号从海南文昌航天发射场发射升空，次日成功与天和号核心舱完成对接[129]。
  - 6家中國媒體和公司因製造傳播「不實信息」向特斯拉公開致歉，特斯拉也就此澄清了部分虛假的負面消息。[130]

- 5月30日：在「六一」國際兒童節到來之際，中共中央總書記習近平給江蘇省淮安市新安小學的少先隊員們回信，對他們予以親切勉勵，並祝他們和全國小朋友們節日快樂。[131]

- 5月31日：
  - 中共中央政治局召开会议，宣布进一步放宽计划生育限制，实施“三孩政策”及配套支持措施[132]。
  - 中共中央總書記習近平在中共中央政治局會議上強調，要加強中國國際傳播能力建設，要講好中國故事，傳播好中國聲音，展示真實、立體、全面的中國，為中國改革發展穩定「營造有利外部輿論環境」；要講究「輿論鬥爭」的策略和藝術，提升重大問題對外發聲能力。[133]

### 6月
- 6月1日：
  - 新修訂的《中華人民共和國未成年人保護法》正式實施。[134]
  - 世界衛生組織批准將中國研製的科興疫苗列入「緊急使用清單」。[135]

- 6月2日：華為正式推出鴻蒙2.0操作系統，意味著華為將不再依賴谷歌的安卓系統。[136]

- 6月3日：
  - 0時17分，風云四號02星通過長征三號乙運載火箭在西昌衛星發射中心成功發射。[137]
  - 美國總統拜登延續前任總統特朗普的行政令，把包括中國電信、中國移動、華為、監控設備製造商海康威視、芯片製造商中芯國際在內的59家中國企業納入「黑名單」，這些企業被指與中國軍方有關聯，禁止美國個人與機構與其投資或交易。[138]中國外交部對此「堅決反對」，又表示中方將採取必要措施，堅決維護中國企業的正當合法權益。[139]

- 6月4日：
  - 六四事件三十二週年。
    - 早上，「天安門母親」7名成員在警方監視下前往北京市郊的萬安公墓拜祭遇難的家人，並宣讀悼詞，強調要向剝奪家人生存權的當權者討還公道。據報該墓地及附近的地鐵站有大量便衣警察戒備，有外國記者被拒入內。此外，他們對於香港支聯會今年未能舉辦維園六四燭光晚會，表示遺憾，指出這項活動不是不愛國，且希望當局「能給全中國人一個交代」。[140][141]
    - 搜尋引擎微軟「Bing」據報在英國、德國、新加坡等多地均無法顯示「坦克人」（Tank Man）的相關圖片搜尋結果，微軟對此回應是「人為失誤」。[142]
    - 中國社交媒體「小紅書」在微博發文：「大聲告訴我，今天是幾月幾日。」隨後遭到微博封停賬號。[143]

  - 中國大陸第一座700米級水位高差的抽水蓄能電站——吉林敦化抽水蓄能電站1號機組正式投產發電。[144]
  - 事緣教育部將各地獨立學院轉設為職業本科大學的政策 （页面存档备份，存于），江蘇、浙江、山西、山東等多省相關獨立院校的在校生和家長連日發起示威抗議，當局實施武力鎮壓和消息封鎖。[145][146][147][148][149]6-7日，浙江省、江蘇省、山東省的教育廳先後宣布「全面暫停」獨立學院與職業院校合併轉設工作。[150]

- 6月5日：
  - 中國官方已經批准科興新冠疫苗緊急使用的年齡範圍擴大到3歲以上。[151]
  - 上海復旦大學在匈牙利首都布達佩斯建立分校的計劃遭遇反彈，當地爆發示威游行，抗議此舉將削弱該國自己的高等教育，並增加中國共產黨政權的影響力。[152]

- 6月6日：「冬奧來了」全媒體行動在北京啟動。[153]

- 6月7日：
  - 一連四日的2021年全國高考正式展開，共1078萬人報考，較去年增加約7萬人。[154]
  - 中國外交部就6日三名美國參議員乘坐美國空軍飛機到台灣一事，只表示堅決反對三名議員訪台、敦促美方遵守「一個中國」原則，但未有提及美軍軍機。[155]
  - 14時許，上海市公安局通報指上海楊浦區邯鄲路「某大學」發生持刀傷人案，一名男教師懷恨殺害一名「男同事」，嫌犯隨後被控制。據信事發地點實為復旦大學。[156]次日，復旦大學數學科學學院網站（页面存档备份，存于）公布消息指該院黨委書記王永珍同志不幸遇害身亡，該院的網站也變成黑白色。[157]

- 6月8日：
  - 北京警方在微博通報稱，已拘留一名早前在公交車上就讓座問題指責謾罵他人並自稱「正黃旗人」的六旬女子。[158]
  - 陝西榆林發現明代長城城堡——清平堡遺址，始建於明代成化年間。[159]

- 6月9日：
  - 國家統計局發布5月國民消費數據（页面存档备份，存于）顯示，當月畜肉類價格下降6%，當中豬肉連續19週下滑且在5月單月下降了11%，國家發改委緊急發布工作預案以穩定豬肉的供應和價格，以防物價大幅度起落。[160]
  - 陝西榆林的國家級自然保護區發生野禽H5N8亞型高致病性禽流感疫情，疫點內發病死亡野禽4249隻，當局立即對保護區周圍環境進行消毒。[161]
  - 歐盟發表聲明譴責香港修改選舉制度法案侵蝕打壓香港的自由人權和政治多元化、破壞「一國兩制」原則，違背《中英聯合聲明》中的國際承諾，表示考慮派遣高級別官員到港。[162]
  - 日、澳外長防長「2+2」磋商後發表聯合消息稿，反對中方的涉海主張和活動，並對新疆人權和香港民主問題表達關切。中國外交部回應聲明中方對南海諸島及其附近海域、對釣魚島及其附屬島嶼擁有主權，並對日、澳兩國惡意抹黑攻擊中國、干涉中國內政、破壞地區和平穩定大局表示堅決反對。[163]

- 6月10日：
  - 十三屆全國人大常委會第二十九次會議表決通過《中華人民共和國反外國制裁法》[164]、《中華人民共和國軍人地位和權益保障法》[165]等多項法案。
  - 中國外交部就前一日日本首相菅義偉在國會發言時將台灣稱爲「國家」一事，表示強烈不滿，向日方提出嚴正交涉，要求日方立即作出明確澄清並確保不再重犯，又重申一個中國原則。[166]
  - 英國政府發表《香港問題半年報告》[167]宣布中國大陸已經持續不遵守《中英聯合聲明》，指出自《港區國安法》實施後北京當局鎮壓不同政見人士，以及壓制不同政治觀點。中國外交部駐港公署就此回應，要英國政府「放棄殖民舊夢」，停止干預香港事務。[168]

- 6月11日：
  - 國家航天局公布「天問一號」探測器著陸火星首批科學影像圖，公布了由「祝融號」拍攝的多張照片，標誌中國首次火星探測任務取得圓滿成功。[169]
  - 河北燕山大學一教授宣稱已推翻愛因斯坦相對論的研究項目被推薦入選2021年度河北省科學技術獎，引發爭議。[170]
  - 10時30分，雲南楚雄州雙柏縣發生5.1級地震，導致2600餘間房屋損毀，已有2人受傷送院。[171]

- 6月12日：文化和旅遊部公布新一批國家5A級旅遊景區，包括上海市中國共產黨一大、二大、四大紀念館景區、湖南省湘西土家族苗族自治州矮寨·十八洞·德夯大峽谷景區。[172]

- 6月13日：
  - 6時30分許，湖北十堰發生重大事故，當地張灣區艷湖社區的集貿市場因天然氣洩漏導致爆炸發生，最終造成25人死亡，138人受傷送院，當中37人重傷。[173]。
  - 七大工業國集團（G7）發表峰會公報，首度提及台灣海峽和平穩定的重要性，並要求中國尊重新疆人權，允許香港高度自治，避免任何可能使東海與南海不穩定的片面行動。[174]中國外交部回應表示堅決反對其在敏感議題上對中方蓄意污衊、干涉中國內政，並呼籲國際社會踐行多邊主義，而不應基於「小圈子」利益搞「集團政治」，更直指「美國病了，病得不輕」。[175]

- 6月14日：
  - 據報廣東台山核電廠近期發生輻射外洩，共同營運核電廠的法國電力公司向美國政府求助，但中國方面卻「調升輻射安全標準」，避免台山核電廠要停工。[176][177]台山核電廠網站回應稱「台山核電站及周邊環境指標正常」。[178]
  - 北約峰會在比利時召開，成員國發表聯合公報，將中國定義爲國際秩序的「系統性挑戰」。中國駐歐盟使團發言人回應北約公報，批評其詆毀中國的和平發展、延續冷戰思維，強調中國不會對誰形成「系統性挑戰」，並表示如果誰要對華進行「系統性挑戰」，中國不會無動於衷。[179]

- 6月15日：
  - 中國人民解放軍派出28架軍機接近台灣南部空域，規模空前，台灣空軍派遣空中巡邏兵力應對、廣播驅離、防空飛彈追監。[180]
  - 教育部成立校外教育培訓監管司。[181]
  - 國家互聯網信息辦公室即日起在全國範圍內開展為期2個月的「清朗·『飯圈』亂象整治」專項行動。[182]

- 6月16日：
  - 美國總統喬·拜登在日內瓦的記者會上說，自己和中國國家主席習近平不是「老朋友」，只是業務關係。[183]
  - 16時48分，青海海西州茫崖市發生5.8級地震。[184]
  - 22點50分，14歲高齡的「豬堅強」在建川博物館因年老衰竭逝世，引起網絡關注。[185]

- 6月17日：
  - 9時22分，神舟十二號載人飛船在酒泉衛星發射中心發射成功，成功與天宮號空間站的天和核心艙交會對接，三名航天員進駐天和核心艙，標誌著中國人首次進入自己的空間站。後續，航天員將完成為期3個月的在軌駐留，開展機械臂操作、出艙活動等工作。[186][187]
  - 根據瑞士洛桑管理學院公布的「2021年世界競爭力年報」，中國大陸排名第16位，較2020年提升4位，但較2019及2018年有所下降，且遜於亞洲的新加坡、香港及台灣；香港則連續第3年下降，只有第7位。[188]
  - 國家市場監督管理總局開始對打車平台巨頭滴滴出行展開反壟斷調查，此時滴滴出行正在推進在美國上市的計劃。[189]

- 6月18日：
  - 「不忘初心、牢記使命」中國共產黨歷史展覽在中國共產黨歷史展覽館開幕，中共中央政治局常委王滬寧出席開幕式並講話。[190]
  - 國家糧食和物資儲備局表示，中國糧食供需處於「緊平衡」狀態。[191]

- 6月19日：
  - 中共中央宣傳部新命名111個全國愛國主義教育示範基地，使該基地在全國的總數達到585個。[192]
  - 據報早在6月4日抵達北京的31名韓國旅客接受21日隔離檢疫期間，其護照以「填寫文件」為由被沒收並當作廢物燒毀，中方就事故致歉並答允支付全額隔離三週費用、免費發放簽證。[193]

- 6月20日：繼內蒙古、青海等地之後，四川也開啟清退虛擬貨幣挖礦項目，省內所有比特幣礦場在凌晨被集體斷電，引發廣泛關注。[194]

- 6月21日：
  - 中華人民共和國外交部就美國國家安全顧問沙利文稱「如果中國不允許在其領土內進行新冠病毒溯源調查將面臨國際社會孤立」，表示美方有關表態是「赤裸裸的訛詐和威脅」，中方表示強烈不滿和堅決反對，也絕不接受。[195]
  - 中國駐美大使崔天凱在中國駐美國大使館網站 （页面存档备份，存于）發表辭別信。[196]

- 6月22日：
  - 美國一軍艦穿航台灣海峽，中國人民解放軍東部戰區組織海空兵力全程跟監警戒，並對此表示堅決反對。[197]
  - 國際體育仲裁法庭就中國游泳運動員孫楊一案作出仲裁，孫楊禁賽期從8年減至4年又3個月，至2024年夏天解禁。[198]
  - 加拿大代表40多國敦促中華人民共和國允許聯合國人員立即進入新疆調查有關100多萬人被非法拘留的報告。早前中方則聯合俄、朝、伊、敘等國提請聯合國調查加拿大土著人人權問題。[199]

- 6月23日：
  - 中共中央总书记习近平与神舟十二号的航天员进行天地通话[200]。
  - 即日起各地高考分數陸續公布，教育部要求嚴禁炒作「高考狀元」等信息。[201]

- 6月24日：
  - 國務院新聞辦公室發表《中國共產黨尊重和保障人權的偉大實踐》白皮書。[202]
  - 商務部宣布在世貿組織起訴澳大利亞反傾銷和反補貼措施。[203]
  - 美國、歐盟、英國、台灣官方都對於香港《蘋果日報》被迫即日起停刊發出譴責，並對香港新聞自由及言論自由倒退表示遺憾。[204][205]

- 6月25日：
  - 國務院新聞辦公室發表《中國新型政黨制度》白皮書。[206]
  - 國務院任免香港特區政府主要官員，李家超為政務司司長、鄧炳強為保安局局長、蕭澤頤為警務處處長。[207]
  - 一批科學家發表論文，報導1933年黑龍江出土的哈爾濱頭骨化石，代表了一個新的人種，命名爲「龍人」，可能是智人最近的親戚。[208]
  - 凌晨3時許，河南商丘柘城縣一武術館發生火災，導致18人死亡、16人受傷。[209]柘城县委书记、县长以及远襄镇党委书记、镇长均被免职，武术馆经营者陈林等3名涉事嫌疑人则被公安机关采取刑事强制措施[210]。

- 6月26日：網紅教師羅翔的微博“@刑法學人羅翔”的內容突然變爲不可見，而帳號首頁的背景被換成慶祝百年黨慶的紅色宣傳畫[211]；同日羅翔在其微信公號發布文章，澄清其並非清空微博而是設置了「六個月信息可見」，並解釋了自己退出微博的原因。[212]

- 6月27日：新华社發布《中國共產黨一百年大事記（1921年7月—2021年6月）》 （页面存档备份，存于） ，呈現「詳近略遠」的布局，其中現任中共中央總書記習近平的名字出現頻率高於所有歷屆國家領導人。[213]

- 6月28日：
  - 中共中央印發《中國共產黨黨徽黨旗條例》。[214]
  - 中、俄領導人舉行視像會晤宣布延長《中俄睦鄰友好合作條約》期限5年之際，針對條約中稱兩國互不存在領土要求，律師盧廷閣提出質疑，後於7月1日被石家莊警方以涉嫌尋釁滋事為由帶走。[215][216]

- 6月29日：中共中央總書記習近平代表中共中央授予29名黨員「七一勋章」。[217]

- 6月30日：美國《華盛頓郵報》報道稱，美國智庫研究判斷中國正在甘肅建設119個洲際彈道導彈發射井，將發射井基東風-41彈道導彈，射程遠至美國本土。[218]

### 7月
- 7月初開始，江西、河南、廣東、廣西等多省陸續叫停公務員績效獎勵，並清退以往發放的專項績效。[219]

- 7月1日：

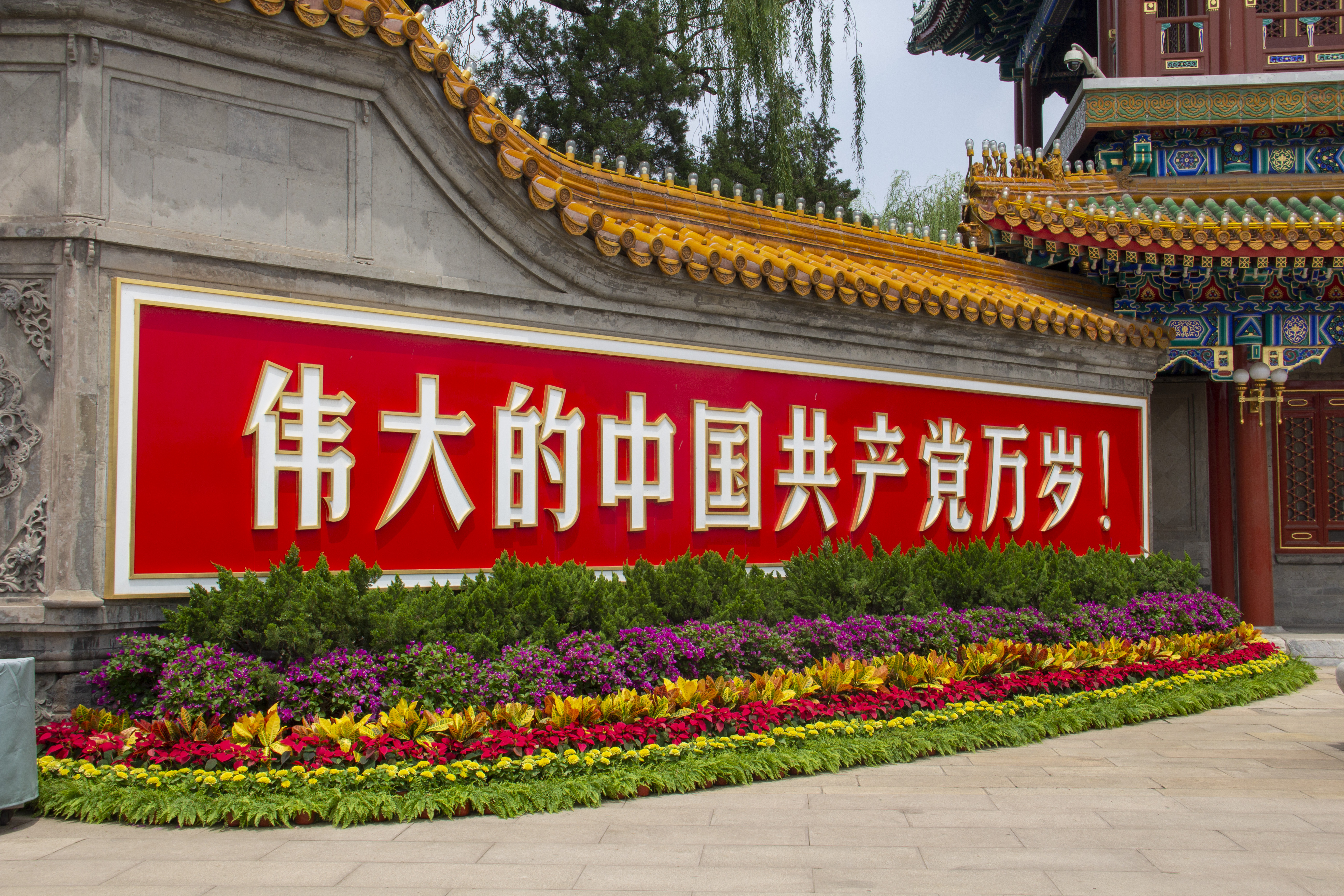
建黨百年之際，長安街沿線照片

  - 庆祝中国共产党成立100周年大会在北京天安门广场举行，中共中央总书记习近平在大会上宣告实现第一个百年奋斗目标，全面建成小康社会[220]。
  - 中華人民共和國再次被列入美國2021年度《人口販運問題報告》「第三類國家」的名單，即表現最差，稱中國有「普遍的強迫勞動的政策或模式」，尤其是在新疆地區。[221]
  - 日企「Sony中國」就早前在官方微博宣布將在7月7日22時發布新品，與七七事變時間相同而引起強烈爭議，向公眾致歉並取消相關安排。[222]

- 7月2日：國務院辦公廳印發《關於加快發展保障性租賃住房的意見》。[223]

- 7月3日：香港維他奶國際公司因一名50歲在職男員工在7月1日銅鑼灣刺警案中自殺身亡，其後流出公司內部通告指該員工「不幸逝世」而引發內地網民不滿、呼籲抵制維他奶。維他奶就事件引起不滿致歉，並澄清公司全力支持香港當局根據港區國安法全面調查案件。[224]

- 7月4日：在美國上市未幾即遭國家網信辦啓動網絡安全審查的「滴滴出行」再被通報指其App存在嚴重違法違規收集使用個人信息問題，從應用商店下架整改。[225]滴滴出行公司在16日被网信办、公安部、國安部、稅務總局等七部門進駐總部調查。[226]

- 7月5日：中、法、德領導人舉行視像峰會。新華社稱法、德領導人都支持《中歐投資協定》儘快獲批[227]，法、德的聲明則都沒有透露三方是否談及《中歐投資協定》[228][229]。

- 7月6日：
  - 中共中央總書記習近平出席中國共產黨與世界政黨領導人峰會，並發表主旨講話。[230]國務院總理李克強與英國商界領袖舉行視像會議，冀英國為中企提供公平投資環境。[231]
  - 中國外交部表示，已就500多名赴美留學生簽證被拒，向美方提出嚴正交涉。[232]中國外交部同日就日本副首相麻生太郎表示日本必須保衛台灣，防止台灣受到來自中國大陸「外部威脅和侵略」，指出這是「極其錯誤且危險的言論」。[233]
  - 中国大陆各大高校的性少数（LGBT）群体社团及相关社会组织所属的微信公众号被集体封杀。[234]

- 7月7日：國家市場監督管理總局以違反《中國反壟斷法》對阿里巴巴、騰訊、滴滴、蘇寧、美團五大平台分別處以50萬人民幣罰款。[235]

- 7月8日：北京师范大学原黨委書記劉川生涉嫌嚴重違紀違法，主動投案並受查。[236]

- 7月9日：
  - 就歐盟議會在7月8日通過決議呼籲歐盟官員因香港、新疆人權問題抵制北京冬奧會，中國外交部回應指此事「根本不值得關注」。[237]
  - 14家中國企業被美國商務部列入經濟黑名單，其被指涉嫌在新疆地區犯下種族滅絕罪和危害人類罪。[238]
  - 中國半導體企業紫光集團被債權人向法院申請破產重整。[239]

- 7月9-13日：浙江、陝西、江西多地發布緊急通知，未接種2019冠狀病毒病疫苗將影響出行，超市、醫院、學校、車站等公共場所將禁止未接種人員進入或對其個人信息進行登記。[240]

- 7月10日：四川省強降雨導致超過12萬人受災，當地晚間錄得最大近300毫米的雨量，當局次日零時啟動Ⅲ級防汛應急響應。[241]

- 7月11日：中共中央總書記習近平和朝鮮勞動黨總書記金正恩在《中朝友好合作互助條約》簽署60週年紀念日到來之際互致賀電。[242]

- 7月12日：台積電、鴻海及永齡基金會與上海復星達成BNT疫苗採購協議，國台辦表示「樂觀其成」。[243]

- 7月13日：
  - 諾貝爾和平獎得主劉曉波逝世4周年，其友人組成的「曉波助瀾會」表示：中國民主關乎世界和平。[244]
  - 公安部宣布電影《失孤》原型人物郭剛堂夫婦被拐24年的兒子郭新振已被找到，郭剛堂一家舉行了認親儀式。[245]

- 7月14日：
  - 國新辦發表《新疆各民族平等權利的保障》白皮書，指當前「新疆處於歷史上最好的發展時期」。[246]
  - 繼早前中國大陸有涉及女權和LGBT社群媒體陸續被关闭后，「回形針」和「大象公會」等科普新媒體因争议话题被多個網絡平台封停賬號。[247]
  - 晚間，重慶發生群體事件，當地一恆大屋苑停車場收費引發業主不滿並上街抗議，爆發警民衝突。[248]

- 7月15日：
  - 中国人民银行即日下調金融機構存款準備金率0.5個百分點，降準釋放長期資金約1萬億元。[249]
  - 中華人民共和國國防部就美國一架軍機早上降落臺北表示嚴重關切，國台辦亦表示民進黨當局勾結外部勢力謀「獨」拒統的圖謀必遭失敗。[250]
  - 《中共中央、國務院關於加強基層治理體系和治理能力現代化建設的意見》出版並發行全國。[251]

- 7月16日：
  - 中國國家碳排放權交易市場正式開始在線交易，成為世界上最大的碳市場。[252]
  - 國家主席習近平同阿富汗總統阿什拉夫·加尼·艾哈邁德扎伊通電話。[253]

- 7月17日：據報北京政府要求荷蘭政府允許其購買阿斯麥公司（ASML）的EUV光刻机，但遭到美國政府的攔阻而無法如願。[254]

- 7月18日：
  - 北京受到30年來最大暴雨侵襲。海淀區出現洪水倒灌地鐵站、市區內澇，多條公路中斷；懷柔區爆發山洪並有山體滑坡，有村民受困。[255]
  - 據報中國首次派出了兩艘情報搜集艦開往澳洲，時值美、澳等多國「護身軍刀」聯合軍事演習舉行。[256]

- 7月19日：
  - 中國大陸一名旅遊視頻主在中印邊境戍邊英雄墓碑前擺拍的行為以涉嫌侵害英雄烈士名譽榮譽罪被公安局立案。[257]
  - 恒大集團高層就企圖強姦案在香港提訊，同日恆大在中國大陸遭广发银行申請凍結資產，此後恒大股價急瀉，創四年來新低。[258]
  - 北約、日本、澳大利亞、加拿大和新西蘭等聯合指責中國政府在全球範圍內進行網絡攻擊。[259]

- 7月20日：
  - 河南省遭到極端暴雨引發的洪災侵襲，城市出現嚴重內澇。當中省會鄭州市降下破紀錄雨量，當地大片區域電力、通訊、交通中斷，洪水湧入地鐵車廂，導致14死5傷[260][261]。截至8月2日，河南全省已逾1453.16萬人受災，造成302人死亡，50人失蹤，逾8.9萬間房屋倒塌[262]。
  - 中共中央、国务院宣布取消社会抚养费等制约措施。[263]

- 7月21日：
  - 中共中央總書記習近平赴西藏考察調研，次日前往西藏拉薩，為其上任近10年來首次。[264]
  - 網信辦啟動專項行動整治未成年人網絡環境，包括嚴禁16歲以下未成年人出鏡直播等。[265]

- 7月22日：中國政府表示拒絕參與世界衛生組織提出的新冠溯源第二階段調查計劃，稱計劃「不尊重常識、違反科學」。[266]

- 7月23日：
  - 2020年夏季奧林匹克運動會轉播平台騰訊視頻在奧林匹克運動會中華台北代表團進場時切換畫面達20分鐘，以致網友錯過後來的奧林匹克運動會中國代表團進場。[267]
  - 四川瀘州市瀘縣發生4.1級地震，震源深度15千米。[268]

- 7月24日：
  - 騰訊音樂遭國家市場監管總局下令解除獨家音樂版權，並遭處以50萬元罰款。[269]
  - 中辦、國辦印發《意見》，要求各地進一步減輕義務教育階段學生作業負擔和校外培訓負擔。[270]

- 7月25日：「泉州：宋元中國的世界海洋商貿中心」項目申遺成功，成為新的世界文化遺產。[271]

- 7月26日：中國外交部副部長謝鋒在天津與到訪的美國常務副國務卿舍曼舉行會談[272]。

- 7月27日：
  - 歐盟、美國、澳洲、日本發表聯合聲明支持世衛組織開展病毒溯源第二階段調查，中方呼籲停止政治操弄[273]。
  - 7月27日凌晨，正值河南郑州地铁5号线遇难者头七，市民自发前往地铁口献花却被地铁口的围栏挡住。热心市民自发拆除了地铁口的围栏，说：“不要挡他们回家的路”。[274]

- 7月28日：
  - 中國新任駐美大使秦剛抵達美國履新。[275]
  - 塔利班代表團訪華，與中國外交部長王毅舉行會談。[276]
  - 新浪微博對惡意攻擊奥运会運動員的80個賬號禁言90天至180天，同時清理攻擊微博共計80條，解散相關話題4個[277]。

- 7月29日：
  - 美國對在華外國記者遭到騷擾和恐嚇表示「極爲關切」，尤其是報導致命洪災的過程中。[278]
  - 醫師張文宏在社交平台發表「與病毒共存」說，引發各界爭議。[279]

- 7月30日：
  - 中廣核通報指台山核電廠1號機組運行過程中出現少量燃料破損，決定停機檢修。[280]
  - 北京市第十五届人大常委会第三十二次会议表决通过《北京市禁毒条例》，要求报刊、广播、电视、互联网媒体不得播出吸毒人员的影视作品及广告[281]
- 7月31日：
  - 北京警方通報指，30歲加拿大籍的吳亦凡因涉嫌強姦罪被依法刑事拘留。[282]

### 8月
- 8月1日：
  - 即日起高中階段進行軍事訓練教學[283]。《中華人民共和國軍人地位和權益保障法》即日起實施[284]。
  - 因應2019冠狀病毒病本土疫情延燒，湖南張家界實施封城措施，全市實行禁足令及交通管制。[285]
  - 台灣女藝人小S（徐熙娣）在社交平台將參加東京奧運會的中华台北代表团選手稱作「國手」，引發大陸輿論不滿，多個品牌隨即與其解約。[286]

- 8月2日：
  - 據報中國政府在5月秘密發布了採購指引，要求包括X光機和磁共振成像設備在內的數百個項目的國產化率最高達到100%。[287]
  - 廣電總局開展網絡綜藝節目專項排查整治，將嚴格控制偶像養成類節目。[288]
  - 马薇薇、六六微博被屏蔽，因曾就吴亦凡事件发表不当言论。[289]

- 8月3日：
  - 中國官媒經濟參考報刊文批評網絡遊戲是「精神鴉片」，同日此文先後被刪除和重刊並移除「鴉片」「電子毒品」等詞，相關網絡遊戲商之股價受到影響。[290]
  - 国家网信办要求各网站取消诱导粉丝应援打榜的产品功能。[291]
  - 上海市教育委員會響應「雙減」政策，要求禁止任何形式的學科統考，小學期末考試不再考英文科，同時將習近平新時代中國特色社會主義思想讀本列爲中小學必修內容。[292]

- 8月4日：山東蘭考縣梅毒男与智障女子9孩案曝光，中國現行法律對於該男是否構成強姦「尚無明確規定」。[293]

- 8月5日：安徽含山執法人員以違反防疫拒不開門爲由「踹門查補課」引發熱議，2人因處理方式簡單粗暴且未戴口罩被處理。[294]

- 8月6日：
  - 中央宣傳部、中央網信辦、最高人民法院等10個部門，部署打擊新聞敲詐和假新聞專項行動。[295]
  - 互联网企業騰訊遭到司法訴訟，其旗下微信產品被指侵犯未成年人合法權益。[296]

- 8月7日：阿里巴巴员工被领导强奸案發酵，CEO張勇同日道歉。[297]

- 8月8日：滴滴出行前女員工控訴2020年7月在公司飯局被侵犯，告知公司後反被開除，而江蘇興化市公安局不予立案。[298][299]

- 8月9日：
  - 中國外交部宣布召回中國駐立陶宛大使，原因是立陶宛「允許台灣當局以『台灣』名義設立代表處」。[300]
  - 北京市教委印發《北京市中小學教材管理辦法》，禁止義務教育學校使用境外教材。[301]

- 8月10日：
  - 中國官媒早前一篇有關「瑞士生物學家威爾遜·愛德華兹」的報道[302]被瑞士駐華大使館發文闢謠，澄清其為假新聞[303]。
  - 文旅部宣布將建立全國卡拉OK音樂違規曲目清單制度，以維護國家文化安全和意識形態安全，自2021年10月1日起實施。[304]

- 8月11日：
  - 江西豐城一教師因涉疫情言論被警方行拘15日，引發爭議。[305]
  - 青海果洛州瑪多縣發生4.7級地震，震源深度11千米。[306]

- 8月12日：
  - 國務院發表《全面建成小康社會》白皮書，稱其是世界人權事業發展史上的重要里程碑。[307]
  - 山西省文水縣發生疑似皮膚炭疽疫情，9人出現感染症狀被隔離治療。[308]

- 8月13日：內地藝人張哲瀚因在日本靖國神社前拍照的相片曝光而道歉，但仍引發網友批評，更被多家官媒點名指摘，其20多個代言全數被解除。[309]

- 8月14日：中國新上市的智克威得疫苗於廣州開始施打，需打3針，據稱可有效對抗Delta病毒。[310]

- 8月15日：防疫專家張文宏醫生被舉報其博士學位論文涉嫌抄襲，上海復旦大學23日公布調查結果指論文符合要求，不構成學術不端或學術不當行為。[311]

- 8月16日：中國外交部就阿富汗局勢出現巨變，表示尊重阿富汗人民的意願和選擇，並期待阿富汗塔利班落實表態，實現和平過渡。[312]

- 8月17日：
  - 習近平主持中央財經委員會會議時，強調促進「共同富裕」，並構建「三次分配」的制度安排。[313]
  - 北京市要求所有校外培训机构建立党组织。[314]

- 8月18日：
  - 工信部通報騰訊及阿里巴巴旗下、愛奇藝等43款應用程式違規調用通信錄等，中國科技股連帶香港恆指下挫。[315]
  - 衡水中學校長郗會鎖之子郗某某赴西藏報名高考被指「高考移民」。西藏教育考試院稱，郗某某戶籍在藏但其父援藏未滿三年，已取消其報考資格。[316]

- 8月19日：慶祝西藏和平解放70週年大會在拉薩布達拉宮廣場舉行。[317]

- 8月20日：
  - 全國人大常委會會議表決通過有關修改《人口與計劃生育法》的決定，保障實施三孩政策及配套支持措施。[318]
  - 中國公民自7月以來再度於巴基斯坦遭遇自殺式襲擊，俾路支解放軍聲稱對爆炸事件負責。[319]

- 8月21日：浙江省委常委、杭州市委書記周江勇涉嫌嚴重違紀違法受查。[320]

- 8月22日：中國人民解放軍向緬甸軍隊援助的一批2019冠狀病毒病疫苗交付緬方。[321]

- 8月23日：
  - 8月20日出道的偶像組合「天府少年團」平均年齡只有8歲，被中國官媒批評是偶像低齡化[322]。次日，該組合更名為「熊貓少兒藝術團」，後於當晚宣佈解散，成都市教育局表示高度關注[323]。
  - 山西省司法行政网发布了《山西省殡葬管理条例（草案）（征求意见稿）》，拟禁止生产和销售冥币等封建迷信丧葬用品引发争议。[324]

- 8月24日：
  - 國家教材委員會印發指南，要求把習近平新時代中國特色社會主義思想全面納入各級各類學校課程教材。[325]
  - 河北、湖南、安徽等地近期相繼發生以各種手段組織、接送、利誘民衆跨區到外地接種疫苗的現象，有地方當局嚴厲打擊。[326]
  - 就1998年戒毒人員吳江華在戒毒所被毆打後死亡一案，貴州大方縣法院一審判決畢節市公安局七星關分局賠償被害者家屬200餘萬元。[327]

- 8月25日：北京市教育「雙減」工作新聞發布會宣布將在新學期大比例促進幹部教師輪崗交流。[328]

- 8月26日：
  - 中央巡視組原副組長董宏在青島市中級人民法院一審被控受賄超4.6億元。[329]
  - 晚間開始，趙薇、鄭爽、霍尊和高曉松幾位藝人的微博超話都被關閉，與其相關的作品也先後下架；同期，林心如影視工作室註銷。[330]
  - 国务院办公厅同意广东、香港、澳门承办2025年第十五届全国运动会。[331]

- 8月27日：
  - 上海市稅務局就鄭爽偷逃稅案件對藝人鄭爽追繳稅款、加收滯納金並處罰款共計2.99億元，該案舉報人之一張恆同被立案調查；國家廣電總局同日宣布禁止未來再邀請鄭爽參與製作節目。[332]
  - 中央網信辦進一步加強「飯圈」亂象治理，要求取消所有明星藝人榜單、嚴禁呈現互撕信息等[333]。網信辦同日宣布對歪曲解讀經濟政策、唱衰金融市場的財經類「自媒體」進行專項整治，微信、抖音次日相繼響應[334]。

- 8月28日：下午，廣東廣州番禺區發生一起持刀傷人案，造成3人受傷，嫌犯被警方開槍擊傷當場控制。[335]

- 8月29日：
  - 中國多家官媒集中轉發一篇自媒體評論文章《每個人都能感受到，一場深刻的變革正在進行！》，文中指中國官方近期在各個領域的一系列整治動作是一場「深刻變革」，並稱阻擋這場變革的「將被拋棄」。[336][337]
  - 據內地網絡消息及《衛報》報導，上海大學發出內部通告，要求校內各學院列出LGBT學生的名單，並調查他們的政治傾向與心理狀況。[338][339]
  - 北京地铁1号线和八通线贯通运营。

- 8月30日：
  - 國家新聞出版署發布通知，規定所有網絡遊戲企業僅可在週五、週六、週日和法定節假日每日20時至21時向未成年人提供1小時服務，自2021年9月1日起施行。[340]
  - 西安地鐵一名女乘客因發生爭執被保安員強制拖拽下車導致衣不蔽體，引發廣泛關注。警方指出，保安員工作方法簡單粗暴但尚不構成違法犯罪，責令停職。[341]

- 8月31日：涉嫌受賄罪並於2019年5月外逃職務的中國中鐵原黨委副書記周孟波在境外落網並被遣返回中國。[342]

### 9月
- 9月1日：
  - 《河北雄安新區條例》[343]、《關鍵信息基礎設施安全保護條例》即日起施行[344]。
  - 開業僅數天的大連「盛唐·小京都」日本風情街受到諸多爭議後，宣佈「針對運營期間出現的問題停業休整」。[345]
  - 52个微博账号因违规采编发布财经类信息被永久禁言。[346]

- 9月2日：
  - 中共中央總書記、國家主席習近平在全球服務貿易峰會宣布成立北京證券交易所。[347]
  - 國家廣電總局發布八項舉措從嚴整治藝人違法失德、「飯圈」亂象等問題，包括抵制違法失德人員、唯流量論、泛娛樂化、高價片酬等。[348]
  - 湖北省荊州市關公義園內造價1.7億元的巨型關公像正式動工拆卸。[349]

- 9月3日：立陶宛宣布召回駐華大使。[350]

- 9月5日：中共中央、國務院印發《橫琴粵澳深度合作區建設總體方案》。[351]

- 9月6日：
  - 履新僅2周的德國駐華大使賀岩突然逝世，終年54歲。[352]
  - 山東法院就阿里巴巴8月傳出員工遭上司及客戶性侵事件公告指，經依法審查，認為王姓嫌犯僅構成強制猥褻，因此不批准逮捕，處以治安拘留15天。[353]

- 9月8日：
  - 中宣部、國家新聞出版署會同中央網信辦、文旅部等部門，約談騰訊、網易等遊戲企業和平台。[354]
  - 阿富汗塔利班宣布成立臨時政府之際，中國外交部宣布向阿富汗緊急提供價值2億元人民幣的糧食、越冬物資、疫苗和藥品。[355]

- 9月9日：國務院新聞辦公室發布《國家人權行動計劃（2021—2025年）》。[356]

- 9月10日：
  - 據報岳陽、惠州、唐山、桂林、瀋陽等多個城市已相繼發布「限跌令」，就防範房價下跌問題給出指導性意見。[357]
  - 人力资源社会保障部等四部门就维护新就业形态劳动者劳动保障权益对美团、饿了么、滴滴、阿里巴巴、腾讯等10家头部平台企业开展联合行政指导。[358]

- 9月11日：北京市教育委員會指北京各區已陸續公佈義務教育階段學科類校外培訓機構「白名單」。[359]

- 9月12日：因應涉及Delta變種毒株的2019冠狀病毒病本土病例急增，福建省莆田市政府發布通告要求當地民眾非必要不離市。[360]

- 9月13日：
  - 由於恆大集團旗下恆大財富早前暫停兌付逾期的理財產品[361]，連日來引發大批員工與投資者至全國各地恆大辦公室、政府部門維權或上街遊行[362][363][364]。
  - 工信部要求各大互聯網平台必須在限期內按標準解除屏蔽網址鏈接。[365]

- 9月14日：央視前主持人朱軍性騷擾案在北京一座法院宣判，法院以「證據不足」爲由駁回控方弦子的訴訟請求。[366]

- 9月15日：第十四屆全國運動會在陝西西安開幕。[367]

- 9月16日：
  - 04時33分，四川瀘州市瀘縣發生6.0級地震，震源深度10千米[368]，造成至少3人死亡、146人受傷，緊急轉移7.6萬人[369]。
  - 商務部正式提出申請加入《全面與進步跨太平洋夥伴關係協定》（CPTPP）。[370]
  - 中國駐巴西里約熱內盧總領館遭到爆炸物襲擊，隨後中國駐巴西使領館提出嚴正交涉。[371]

- 9月17日：神舟十二號載人飛船返回艙在東風著陸場成功著陸，執行飛行任務的航天員聶海勝、劉伯明、湯洪波安全順利出艙，身體狀態良好。[372]

- 9月18日：中國演出行業協會正式成立「網絡表演（直播、短視頻）經紀機構委員會」，並發布行業自律倡議書。[373]

- 9月19日：
  - 海關總署宣布自2021年9月20日起暫停台灣地區的番荔枝和蓮霧輸入大陸，原因是多次檢出檢疫性有害生物大洋臀紋粉蚧。[374][375]
  - 國家稅務總局發出通知，要求進一步加強文娛領域從業人員稅收管理。[376]

- 9月20日：
  - 天舟三號貨運飛船在文昌航天發射場發射成功，并成功对接在軌運行的天宫空间站天和核心舱后向端口。[377][378]
  - 北京環球影城正式開業。[379]

- 9月21日：工人日報刊文《狐狸的尾巴哪是穿了袈裟就能藏得住的》，批評國內「佛媛」風氣。[380]

- 9月22日：
  - 貴州茅台副董事長袁仁國被貴州法院以受賄罪一審判處無期徒刑，其賄賂超過1.129億餘元。[381]
  - 习近平在联合国大会发言中宣布，中国将停止在海外建设燃煤发电厂，不再支持依赖世界上污染最重的化石燃料的建设项目。[382]

- 9月23日：
  - 受「能耗雙控」政策壓力以及電煤供需矛盾加劇影響，東北三省、江蘇、浙江、山東、廣西、雲南等在內的至少20多個省份的工業和民生用電陸續遭到限制。[383][384][385]
  - 外交部就台灣申請加入《跨太平洋夥伴全面進步協定》（CPTPP），以「一個中國」原則表示堅決反對。[386]

- 9月24日：
  - 華爲副董事長孟晚舟與美國檢察官達成協議，獲加拿大法院解除軟禁。同日加方表示，在華遭到扣押的兩名加拿大公民麥可·斯帕弗（Michael Spavor）和康明凱（Michael Kovrig）已經乘坐飛機離開中國，即將返回加拿大。[387]
  - 中國人民銀行等十個部門聯合發布通知，將比特幣、以太幣等虛擬貨幣業務定性爲非法金融活動。[388]
  - 海航集團董事長陳峰、首席執行官譚向東因涉嫌違法犯罪，被依法採取強制措施。[389]

- 9月25日：獲釋的華為財務長孟晚舟早上搭乘中國政府包機自溫哥華返回深圳，受到中國媒體全程直播和廣泛宣傳，線上及線下觀衆反應熱烈。[390][391]

- 9月26日：中共中央總書記習近平向當選中國國民黨主席的前新北市長朱立倫致賀電，隨後朱立倫在回覆電文表示深盼今後兩黨在「九二共識」「反對台獨」基礎上求同尊異，加強交流合作。[392]

- 9月27日：廣電總局要求各廣播電視和網絡視聽機構、平台即日起一律停止播出「美容貸」及類似廣告。[393]

- 9月28日：
  - 遼寧省發布缺電橙色預警，全省啟動實施有序用電II級措施。[394]
  - 國務院新聞辦發表《中國的全面小康》白皮書。[395]

- 9月29日：中國共產黨人精神譜系第一批偉大精神正式發布。[396]

- 9月30日：2020年4月落馬的原公安部副部長孫力軍被指嚴重違法違紀，被開除黨籍、開除公職處分。[397]

### 10月
- 10月1日：
  - 中國人民解放軍派出38架次軍機進入台灣西南防空識別區，創下紀錄。[398][399]
  - 據內地媒體統計，7月底以來廣東、上海、湖南、安徽等至少8個省份已允許「上網電價」上浮不超10%，暫未波及民生用電。[400][401]

- 10月2日：全國政協社會和法制委員會副主任傅政華涉嫌違法違紀，接受審查調查。[402]

- 10月3日：中國石油股份公司原副總裁凌霄涉嫌嚴重違紀違法，主動投案，接受審查調查。[403]

- 10月4日：
  - 國家主席習近平和國務院總理李克強致電岸田文雄，祝賀他當選日本內閣總理大臣（首相）。[404]
  - 國際調查記者同盟（ICIJ）聯同多家國際媒體公布「潘朵拉文件」，揭發全球多國政商權貴利用離岸公司隱瞞資產及避稅，時任全國政協副主席兼香港前行政長官董建華、梁振英上榜。[405]
  - 法國參議院代表團訪臺前夕，中國人民解放軍派出56架次軍機進入臺灣西南防空識別區，再創紀錄；民進黨翌日正告中共切勿誤判情勢、試圖破壞台海現狀。[406][407][408]

- 10月5日：
  - 證券時報旗下數據寶、騰訊財經聯合推出《城市負債率排行榜》顯示，中國政府廣義負債率57.1%，低於國際警戒線，地方上85座城市2020年財政債務率超過100%，75座城市債務率較2019年翻倍，其中貴陽市債務率高達929%。[409]
  - 山西省蒲縣荊坡村一帶晚間發生山崩，5人被埋，當中4人遇難。次日當地五十孔窯再有山崩，大批車輛及民衆被困隧道逾12小時。[410]

- 10月6日：中共中央政治局委員楊潔篪同美國總統國家安全事務助理沙利文在瑞士蘇黎世舉行會晤。[411]

- 10月7日：國內煤炭第一生產大省山西在國慶期間受連續暴雨影響，截至當日停產煤礦60座、非煤礦山372座，洪水亦導致多處道路中斷影響煤炭運輸；晚間，內蒙古自治區發布緊急通知，要求省內72處煤礦即日起按照核增指標加快生產，目標是9835萬噸。[412]

- 10月8日：
  - 據《華爾街日報》報導，美國特種部隊成員已在台灣秘密訓練當地海陸軍隊至少一年，中國外交部回應稱中方將採取一切必要措施捍衛主權和領土完整。[413][414][415]
  - 著名媒體人羅昌平於6日發文称中国人很少反思抗美援朝的正义性和讽刺冰雕连是上级的“英明决策”，被指「侮辱英烈」遭到海南三亞警方刑事拘留。[416][417]

- 10月9日：紀念辛亥革命110周年大會在北京人民大會堂舉行，中共中央總書記習近平會上堅持「和平統一」等方針，聲稱臺灣問題純屬中國內政不容干涉，又指「台獨分裂是祖國統一的最大障礙，是民族復興的嚴重隱患，凡是數典忘祖、背叛祖國、分裂國家的人，從來沒有好下場」。[418][419]

- 10月10日：內蒙古鄂爾多斯市與黑龍江省、吉林省、遼寧省、天津市等18省區市簽訂四季度煤炭中長期保供合同，涉及煤炭5364萬噸。[420]

- 10月11日：
  - 國家發改委宣布，將加快推進燃煤發電上網電價市場化改革，有序開放全部燃煤發電電量上網電價並擴大交易價格向上浮動範圍，以保障電力安全穩定供應。[421]
  - 一連5日的2020年联合国生物多样性大会第一阶段会议在云南省昆明市举行[422]。

- 10月12日：第一批5座中華人民共和國國家公園正式設立。[423]

- 10月13日：針對中華民國總統蔡英文雙十談話提到「中華民國與中華人民共和國互不隸屬」，國台辦回應稱，兩岸關係絕不是國與國關係，互不隸屬就是「赤裸裸地販賣兩國論」。[424][425]

- 10月14日：
  - 國務院總理李克強在廣州出席第130屆中國進出口商品交易會開幕式[426]。另據外媒報導，李克強隨後亦前往佛山市順德區一家火電廠和美的集團工廠視察，就缺電問題向民衆指出，電價上漲不會引發通貨膨脹，又指下游企業無法承受過高電價，國家會研究減稅費以支撐下游企業。[427][428]
  - 國家統計局公布數據及解讀指，受煤炭和部分高耗能行業產品價格上漲影響，9月的PPI按年上漲10.7%[429][430]，創1996年以來新高[429]。

- 10月15日：
  - 《求是》雜誌發表中共中央總書記習近平文章《扎實推動共同富裕》，就「共同富裕」披露更完整的論述。[431][432]
  - 國家新聞出版署等部門聯名公布徵求意見稿 （页面存档备份，存于），規定所有新聞工作者每年須接受至少90小時「繼續教育」。[433][434]

- 10月16日：
  - 0時23分，神舟十三号在中国酒泉卫星发射中心发射成功，6個半小時後成功對接於天和核心艙，3名航天員順利進入中國太空站。[435]
  - 馬來西亞歌手黃明志邀請歌手陳芳語合唱的新曲《玻璃心》發布第二天，兩人的微博帳號均被封鎖，其影音作品在中國大陸全面下架禁播。[436]

- 10月17日：
  - 華北多地「一夜入冬」之際，北京市清晨出現攝氏0度以下低溫，是52年來最早[437]；北京南郊錄得零下19.5度，迎來近54年以來最冷早晨[438]。
  - 中俄海軍艦隻在鄰近日本的西太平洋展開首次聯合巡航。[439]

- 10月18日：
  - 國家統計局發布第3季度國內生產總值，按年增長率為4.9%，低於預期，增速較前兩季增長率18.3%及7.9%明顯放緩。[440][441]
  - 國家衛生健康委、國家疾控局向內蒙古、甘肅、陝西、寧夏派出工作組。[442]

- 10月19日：中共中央對黑龍江、江蘇、江西、湖南、西藏等5省區黨委主要負責同志職務調整。[443]

- 10月20日：
  - 中共中央總書記習近平在山東省東營市考察黃河入海口。[444]
  - 國家網信辦公布《互聯網新聞信息稿源單位名單》，要求新聞網站轉載新聞時必須依據最新名單，若超出範圍將開罰[445]；財新網未被列入該名單[446]。

- 10月21日：
  - 辽宁省沈阳市和平區太原南街南七马路路口发生燃气爆炸，共造成5人死亡、46人受伤[447][448]。
  - 李雲迪及一名29歲陳姓女子分別因涉嫌嫖娼和賣淫，被北京朝陽公安分局行政拘留[449]。同日李雲迪被中國音樂家協會取消會員資格[450]。

- 10月22日：波及至少10個省份的2019冠狀病毒病「旅遊團傳播鏈」傳染源被證實是Delta毒株[451]；北京市海淀區針對患者活動軌跡對相關區域實行封閉管控[452]。

- 10月23日：
  - 因應2019冠狀病毒病本土疫情，北京昌平區北七家鎮宏福苑社區調整為高風險地區[453]；北京暫停跨省旅遊，要求減少聚集性活動，提示民衆非必要不出京[454]。甘肅蘭州、張掖等省內多地進入緊急狀態，所有景區關閉，禁止私家車上路。[455][456]
  - 全國人大常委會授權國務院即日起在部分地區開展房地產稅改革試點工作，期限5年。[457][458]
  - 全國人大常委會表決通過《家庭教育促進法》，代表「雙減」政策被正式列入法律。[459][460]

- 10月24日：江蘇南京航空航天大學一實驗室發生爆燃，造成2人死亡、9人受傷。[461]

- 10月25日：
  - 中共中央總書記、國家主席習近平在北京出席中華人民共和國恢復聯合國合法席位50周年紀念會議，並發表講話。[462]
  - 中國兵器工業集團原黨組書記、董事長尹家緒涉嫌受賄罪、為親友非法牟利罪被最高人民檢察院逮捕。[463]
  - 湖北武漢發生一起惡性殺人案，某村支書一家5口遇害、1名幼童送醫，嫌犯逃跑後再致2人死亡，隨後嫌犯跳橋。[464][465]

- 10月26日：針對國內多地出現「菜比肉貴」現象，官媒《經濟日報》刊文指原因之一是「生豬價格週期性下跌遭遇蔬菜供應短暫性不暢」。[466]

- 10月27日：2021胡潤百富榜發布，鐘睒睒以3900億元首次成為中國首富，張一鳴、曾毓群次之，馬化騰、馬雲排名均下滑。[467][468]

- 10月28日：
  - 針對中華民國總統蔡英文接受CNN專訪時首次承認有美軍駐紮臺灣[469][470]，外交部回應指堅決反對美方同台灣地區進行任何形式的官方往來和軍事聯繫，稱「臺獨」是死路一條[471]。
  - 雲南瑞麗市因2019冠狀病毒病疫情長期封城影響民生之際，瑞麗市前副市長戴榮里發文求助[472]；翌日瑞麗市市長尚臘邊則澄清當地「暫時不需要外地援助」[473]。

- 10月29日：
  - 農業農村部就菜價暴漲現象發布通知，要求各地確保充足緊急蔬菜儲備並穩定價格，保障秋冬季特別是元旦、春節和北京冬奧會期間蔬菜供應。[474][475]
  - 中共中央宣傳部、國家廣電總局就衛視節目存在「過度娛樂化」問題，對上海、江蘇、浙江、湖南4個省市廣播電視台進行約談。[476][477]
  - 山西呂梁原副市長張中生受賄、巨額財產來源不明一案在高級人民法院二審宣判，其被證實受賄逾10.4億元，被判處死刑緩期2年執行。[478]

### 11月
- 11月1日：
  - 《中華人民共和國個人信息保護法》即日起實施。[479]
  - 商務部印發通知，要求各地保障今冬明春民眾生活必需品供應充足，要求南北各省分別完成蔬菜儲備計劃且及時投放，又鼓勵家庭按需要儲存一定數量的生活必需品。[480]

- 11月2日：中国职业网球运动员彭帅在个人新浪微博举报前政治局常委兼副总理张高丽在妻子康洁知情的情况下，多次与其发生婚外情，相关内容随后被大幅度删除。[481]

- 11月3日：北京、重慶、河南、江蘇等多地連日出現生活必需品搶購潮，多地商務局呼籲市民冷靜[482][483]；國家糧儲局同日表示，全年豐收已成定局，當前庫存總量充足，處於歷史高位。[484]

- 11月4日：
  - 福布斯雜誌公布2021年中國大陸富豪榜，鐘睒睒、張一鳴、曾毓群名列三甲，馬雲、馬化騰、許家印排名均下跌。[485][486]
  - 第四屆中國國際進口博覽會開幕，中共中央總書記、國家主席習近平出席開幕式並發表主旨演講。[487]
  - 針對歐洲議會官方代表團訪臺，外交部表示已向歐方提出嚴正交涉，敦促歐方「糾正錯誤」，避免衝擊中歐關係。[488][489]

- 11月5日：
  - 公安部原黨委委員、原副部長孫力軍涉嫌受賄，被最高人民檢察院正式逮捕。[490][491]
  - 國台辦宣布對蘇貞昌、游錫堃、吳釗燮等「極少數台獨頑固分子」實施懲戒，禁止其本人及家屬入境中國，並將終身追究刑事責任。[492][493]

- 11月6日：
  - 新華社發表過萬字文章《習近平帶領百年大黨奮進新征程》，總結中共中央總書記習近平過去九年執政。[494]
  - 立冬前夜，中央氣象台升級發布2021年首個暴雪橙色預警，華北廣泛地區出現大暴雪甚至特大暴雪。[495][496]

- 11月7日：
  - 航天員翟志剛、王亞平先後從天和核心艙節點艙成功出艙。[497]
  - 中國電子競技團隊EDG電子競技俱樂部在網絡遊戲《英雄聯盟》S11全球總決賽奪得冠軍[498]。晚間湖北武漢有逾2千民眾聚集觀賽，3名組織者被行政拘留。[499]

- 11月8日：
  - 中共十九屆六中全會在北京京西宾馆召開，審議《關於黨的百年奮鬥重大成就和歷史經驗的決議》。[500]
  - 神舟十三號航天員乘組經過約6.5小時首次出艙活動完成全部既定任務。[501]
  - 北京冬奧賽場發生嚴重意外，一名波蘭雪橇選手因賽道突然落閘，導致左腳膝蓋骨裂、右腳被割傷至入骨。國際奧委會表示關注並將展開調查。[502][503]
  - 內蒙古通遼連發3次暴雪紅色預警信號，多地降雪量打破歷史紀錄[504]；截止當日雪災已致5609人受災、1人死亡、2245座棚舍受損[505]。

- 11月9日：
  - 證監會下發通報，要求券商不得與網紅合作引流開戶、推銷金融商品與服務。[506]
  - 山東省海陽市正式全面投用核能供熱，成為全國首個「零碳」供暖城市。[507]
- 11月10日：
  - 中、美兩國發表關於在21世紀20年代強化氣候行動的格拉斯哥聯合宣言。[508][509]
  - 針對美國國會議員乘坐軍機訪問臺灣，外交部稱其嚴重違反「一個中國原則」，已向美方提出嚴正交涉。[510][511]
  - 遼寧省特大暴雪、寒潮等歷史罕見天氣結束，被評估為全省一級暴雪災害，刷新多個紀錄，經濟損失超過17億元人民幣。[512]

- 11月11日：
  - 中共十九屆六中全會閉幕，通過中國共產黨第三份歷史決議。[513][514]
  - 由於內蒙古、河北等地有寄出的雙十一網購商品被驗出2019冠狀病毒病陽性結果，全國多省緊急追查。有民眾因接觸涉疫快遞令健康碼轉爲黃色，須強制隔離1週。[515][516]

- 11月12日：
  - 江西省上饒市一個封閉管理的疫區有防疫人員擅闖民宅、以鐵棍毆打並撲殺隔離中的寵物狗，揭發事件的民眾收到不明來電要求「刪帖」，引發廣泛爭議[517][518][519]。當地官方回應稱，已責令防疫人員道歉並將其調職，並取得當事「網民」諒解[520]。
  - 中國首單特別代表人訴訟案件一審判決，康美藥業被判向5萬多名投資者賠償投資損失約24.59億元。[521]

- 11月13日：
  - 江西省政協原副主席肖毅因濫用職權支持虛擬貨幣「挖礦」等嚴重違法違紀行爲，被開除黨籍和公職。[522]
  - 教培機構學而思宣布義務教育學科類校外培訓將於2021年底截止，將全面轉型素質教育。[523]

- 11月14日：
  - 國家網信辦發布意見徵求稿，擬規定數據處理者在國外或香港上市時須向國家網信部門申報網絡安全審查。[524]
  - 「中國史上最大銀行貪污案」三名主犯中最後一名在逃嫌犯、原中國銀行開平支行行長許國俊，在外逃20年後被強制遣返回中國。[525]

- 11月15日：
  - 北京證券交易所正式開市，首日成交額約95.73億元人民幣。[526]
  - 中國小動物保護協會、它基金等多家公益組織呼籲建立全國性家養寵物隔離制度。[527]

- 11月16日：
  - 國家主席習近平和美國總統拜登的首個視頻會晤舉行。[528]
  - 中共第三份歷史決議《中共中央關於黨的百年奮鬥重大成就和歷史經驗的決議》全文及有關說明發布。[529][530]

- 11月17日：
  - 早前自曝曾遭前中共中央政治局常委兼國務院副總理張高麗性侵的網球運動員彭帥下落不明之際，官媒CGTN發布一封據稱是彭帥寫給國際女子網球協會(WTA)主席的電郵，表示她安全在家，又稱性侵指控不實，引發各方質疑[531][532]；美國白宮和聯合國19日對事件深表關切[533]。
  - 13時54分，江蘇鹽城大豐區海域發生5.0級地震，震源深度17千米，上海、南京等地有震感。[534]
  - 歌手曲婉婷之母、黑龍江哈爾濱落馬官員張明杰受賄、濫用職權案一審宣判，判處無期徒刑。[535]

- 11月18日：
  - 國家反壟斷局在北京正式掛牌，甘霖出任首任局長。[536]
  - 菲律賓指控中國海警16日在南海以水炮非法阻攔菲律賓的兩艘軍用物資補給船，並向中國駐馬尼拉大使和中國外交部表達「最強烈的憤怒與譴責」。[537]
  - 針對駐立陶宛台灣代表處正式掛牌成立，中國外交部同日發文批評立陶宛違反「一個中國」原則，表示強烈抗議和堅決反對。[538][539]

- 11月19日：
  - 針對美國總統拜登表示正考慮外交抵制北京冬奧會，外交部回應指，新疆事務純屬中國內政，不容干涉。[540][541]
  - 國際女子網球協會(WTA)就彭帥事件要求中國政府展開進行公開透明且完整的調查，並表示WTA不惜退出中國市場[542]。聯合國同日要求見到彭帥的下落及是否平安的證據，並要求中國當局對她的性侵指控進行充分且透明的調查[543]。

- 11月20日：《人民政協報》報導指，兩岸統一後台灣民眾每年收入或可提高2萬多元新台幣[544]；台灣陸委會22日回應指有關言論是「夏蟲語冰、貽笑大方」[545]。

- 11月21日：外交部宣布，中國決定將與立陶宛的外交關係降低至代辦水平。[546]

- 11月22日：
  - 遠東集團在中國大陸5個省市投資的企業被指涉及一系列違法行爲[547]，被開罰至少4.74億元人民幣[548]。國務院臺灣事務辦公室回應事件稱絕不允許「台獨」支持者在中國大陸牟利[549]。
  - 「人人影視字幕組」侵權案一審宣判，梁永平因侵犯著作權被判處3年6個月有期徒刑。[550]

- 11月23日：
  - 中國外交部首次正面回應彭帥與張高麗性醜聞，指希望「某些人」停止惡意炒作，又指事件不應被政治化[551]。
  - 中國演出行業協會公布新一批共88人的「網路主播警示名單」並下發各平台予以封禁，當中首次納入違法失德藝人，包括吳亦凡、鄭爽、張哲瀚3人。[552][553]

- 11月24日：
  - 針對美國將邀請台灣參加12月舉行的民主峰會，中國外交部表示堅決反對。[554][555]
  - 16時許，電影《長津湖》總票房達到56.92億，成爲中國影史最高票房。[556]

- 11月25日：
  - 中華人民共和國駐立陶宛大使館在官方網站宣布由於「技術原因」已經暫停其領事業務，惟該聲明在半小時內就被移除[557]。翌日該大使館更名爲代辦處[558]。
  - 上海、浙江的人大常委會均通過修改人口與計劃生育條例，延長法定產假。[559]

- 11月26日：
  - 浙江溫州市人民檢察院以涉嫌開設賭場罪，批准逮捕澳門太陽城集團董事會主席周焯華。[560]
  - 內地媒體報導指，自2022年3月1日起，微信和支付寶個人收款碼不能用於經營收款，引發各界關於行動支付的關注。[561]

- 11月27日：中國乒乓球選手梁靖崑在2021年休斯敦世乒賽疑似遭到種族歧視，國際乒乓球聯合會翌日發聲明指強烈反對一切形式的種族主義。[562][563]

- 11月28日：被吉林警方懸賞70萬人民幣的朝鲜籍越獄犯朱贤健逃亡41天後被警方抓获。[564]

- 11月29日：
  - 針對歐美多國政客近期呼籲外交抵制北京冬奧會，官媒環球時報援引知情人士稱，中國從未邀請美國政客出席北京冬奧會，指有關政客把奧運會政治化。[565]
  - 江西省人大常委會副主任龔建華涉嫌嚴重違紀違法，主動投案，接受紀律審查和監察調查。[566]

- 11月30日：
  - 據路透社及外國媒體援引河南省政府一份招標文件 （页面存档备份，存于）指出，該省公安廳正在建造一套客制化的監視系統，以用於監測記者及其他「可疑人士」。[567][568]
  - 國務院辦公廳發布關於全面加強新時代語言文字工作的意見。[569]

### 12月
- 12月1日：
  - 日本前首相安倍晉三指出「臺灣有事將牽動日美同盟」[570]，中國外交部同日緊急約見日本駐華大使垂秀夫，就安倍晉三的言論提出嚴正交涉[571]。
  - 因應彭帥與張高麗性醜聞，國際女子網球協會（WTA）宣布即日起暫停中國包括香港在內的所有賽事[572]。中華人民共和國外交部表示反對將體育政治化[573]。
  - 因中國大陸門店不接受退貨而引發爭議的加拿大服裝品牌加拿大鵝（Canada Goose）上午被上海市消保委約談，店家同日宣布接受中國大陸顧客退貨退款。[574][575]
  - 針對著名製片人李學政日前公開質疑中國演出行業協會無權封殺藝人，新華社刊出與該協會的訪問報導，指自律懲戒並非行政處罰或強制性；隨即再遭李學政質疑是「自己人訪問自己人」。[576][577]

- 12月2日：因應2019冠狀病毒病本土疫情，黑龍江省哈爾濱市宣布對主動進行核酸檢測並呈陽性的民眾獎勵1萬元人民幣。[578]

- 12月3日：
  - 中國恒大在香港交易所發布公告 （页面存档备份，存于）稱可能無法履行擔保責任，當晚集團董事局主席許家印被廣東省人民政府約談。應集團請求，政府同意向集團派出工作組。[579]
  - 滴滴出行宣布启动从紐約證券交易所退市，并启动在香港上市的准备工作。[580]
  - 中國足球協會宣布同意李鐵辭去中國國家男子足球隊主教練職務，並聘任李霄鵬擔任職位。[581]

- 12月4日：國務院新聞辦公室發布《中國的民主》白皮書。[582]

- 12月5日：
  - 外交部發布《美國民主情況》報告。[583][584]
  - 「上海小紅樓案」的新浪微博話題被封鎖，引發廣泛爭議。[585]

- 12月6日：
  - 美國宣布外交抵制北京冬奧會，作爲對新疆人權問題的回應；國際奧委會表示尊重美方決定；中國外交部表示強烈反對、已向美方提出嚴正交涉，並指會堅決反制。[586][587][588]
  - 中共中央總書記習近平主持召開中共中央政治局會議，強調2022年經濟工作要「穩字當頭、穩中求進」。[589]

- 12月7日：
  - 針對新西蘭以2019冠狀病毒病疫情爲由宣布不派部長級外交官員出席北京冬奧，中國外交部呼籲各方停止將運動政治化。[590]
  - 因應2019冠狀病毒病本土疫情，中國大陸多地政府即日起陸續倡議民眾在春節期間非必要不返鄉。[591]

- 12月8日：
  - 中央經濟工作會議在北京舉行，強調「穩字當頭、穩中求進」。[592][593]
  - 加拿大[594]、澳洲[595]、英國[596]同日宣布外交抵制北京冬奧，以作爲對中國人權問題的回應。中國外交部同日表示中方沒有對其發出邀請，沒有人會在意其是否出席，又表示強烈不滿和堅決反對，已提出嚴正交涉[597][598]。
  - 廣東全省多地因東江流域鹹潮加劇而面臨乾旱，令供水出現降壓或停水情況，其中深圳市面臨建市以來最嚴重的旱情，即日起實行限水措施。[599][600]

- 12月9日：
  - 針對美國邀請過百個國家和地區召開首屆民主峰會，中國外交部批評美方有關聯盟是「新瓶裝舊酒」、搞封閉排他的小圈子，只會受到國際社會的普遍反對。[601][598]
  - 15時許，中國載人航天工程辦公室進行中國空間站「天宮課堂」太空授課活動，三名航天員與來自澳門、四川、廣西及北京的學生進行「天地對話」。[602]

- 12月10日：中國即日起和尼加拉瓜恢復外交關係。[603]

- 12月11日：廣州市宣布已成立供水突發事件應急指揮部，以應對東江流域持續乾旱和鹹潮對廣東多地供水的影響。[604]

- 12月12日：
  - 就广州市大规模树木被砍伐事件，由中共广东省委部署、省纪委监委成立调查组，包括中共广州市委副书记、副市长等10名干部被问责。[605]
  - 廣東省政府派駐恒大集團的工作組通知恒大集團各區域的分公司，要求暫停處置恒大集團旗下的任何資產。[606]

- 12月13日：
  - 中國人工智能企業商湯科技宣布推遲在香港上市的計劃。[607]
  - 第8个南京大屠杀国家公祭仪式在南京大屠杀遇难同胞纪念馆举行[608]。浙江海寧市一名女子穿着和服外出，被警方嚴厲批評教育[609]。

- 12月14日：
  - 上海震旦职业学院一名教師發表有關南京大屠殺的爭議性言論被學生舉報[610][611]，該教師16日被官媒點名批評[612]，同日晚間遭到校方開除[613]。
  - 國家文物局公布指，已確認陝西省西安市白鹿原的江村大墓是漢文帝之霸陵。[614]

- 12月15日：
  - 即日起中國人民銀行全面下調金融機構存款準備金率0.5%，釋放長期資金約1.2萬億元人民幣。[615]
  - 國家主席習近平與俄羅斯總統普京舉行視像會晤。[616]
  - 立陶宛駐華大使於早間全數撤出北京，指原因是中國單方面要求使館更改名稱引發人身安全疑慮，中國外交部表示有關疑慮是無中生有。[617][618]

- 12月16日：
  - 時任《環球時報》總編輯胡錫進宣布已退休並卸任總編輯一職，又表示將繼續以特約評論員身份在該報撰文。[619]
  - 即日起中國大陸多地民眾無法登入美國微軟旗下搜索引擎必應(Microsoft Bing)，必應中國翌日表示已按中國法律要求暫停搜索自動填充建議功能30天。[620]

- 12月17日：藝人王力宏被妻子李靚蕾發文控訴其婚外情，引發廣大關注和爭議，此後多個品牌宣布與王力宏終止合作關係。[621]

- 12月18日：湖北鄂州市境內的滬渝高速公路發生橋樑側翻事故，造成最少4人死亡、8人受傷。[622][623]

- 12月19日：
  - 中國網球運動員彭帥現身上海市一個國際比賽時接受《聯合早報》採訪表示，「從未說過、寫過任何人性侵她」，早前寫給國際女子網球協會主席的信是出自她的意願，自己一直很自由，近期沒有出國打算。[624]
  - 湖南懷孕教師李田田向外發出求救訊息，指自己被永順縣教育局和公安局人員強行帶到精神病醫院打針，隨後下落不明。[625]

- 12月20日：
  - 國務院新聞辦公室發表《「一國兩制」下香港的民主發展》白皮書。[626][627]
  - 網絡主播薇婭因偷逃稅款被浙江省稅務局追繳稅款、加收滯納金並處罰款共13.41億元人民幣[628][629]；她的多個社群平台賬號同日被封禁[630]。
  - 廣西融安縣教育局發布通知，禁止當地中、小學和幼兒園的師生過「洋節」，要求弘揚中華民族傳統文化，引發爭議。[631]

- 12月21日：針對美國12月10日對4名涉及新疆人權問題的中國官員實施制裁，中國外交部宣布對美國國際宗教自由委員會4名官員實施對等反制。[632]

- 12月22日：
  - 因應2019冠狀病毒病本土疫情嚴重，陝西西安市晚間宣布全市實施封閉管理，咸陽國際機場的國內航班全部取消，當地出現搶購潮。[633][634][635]
  - 國務院總理李克強和中共中央總書記兼國家主席習近平先後接見正在北京述職的香港行政長官林鄭月娥。[636][637]

- 12月23日：
  - 中國稀土集團有限公司正式成立。[638]
  - 浙江省消保委約談淘寶、拼多多、京東、快手、抖音五個平台以及17位相關網絡主播，針對其在「雙十一購物節」期間出現的違規現象，要求整改。[639]

- 12月24日：
  - 針對日本宣布不派政府代表團出席北京冬奧，中國外交部敦促日方落實中日相互支持舉辦奧運會的承諾。[640]
  - 針對美國《防止強迫維吾爾勞動法》23日簽署成法，中國外交部表示強烈憤慨和堅決反對，批評其惡意詆毀新疆人權狀況、干涉中國內政。[641][642]

- 12月25日：中國廣東省長馬興瑞接替陳全國出任新疆維吾爾自治區黨委委員、常委、書記，陳全國另有任用。[643]

- 12月26日：神舟十三號航天員葉光富和翟志剛於18時許先後成功從天和核心艙節點艙出艙。[644]

- 12月27日：因應2019冠狀病毒病本土疫情爆發，陝西西安全市實行最嚴格的管控措施，全面禁止未經許可的民眾及車輛上路。[645][646]

- 12月28日：陝西西安市日前因應疫情實行禁足令所導致的民生問題持續發酵，「西安買菜難」話題在社交平台引發廣泛討論和爭議。[647][648][649]

- 12月29日：李克強主持召開國務院常務會議，決定延續實施部分個人所得稅優惠政策，原定年底到期的年終獎稅收優惠政策將續期2年。[650]

- 12月30日：
  - 針對美、德、加、英、澳等多國以及聯合國、歐盟、無國界記者等多個組織相繼就香港警方對《立場新聞》的行動表達譴責，中國外交部回應稱《港區國安法》保障香港新聞自由，呼籲各方停止干涉香港事務和中國內政。[651][652][653][654]
  - 針對美國日前根據《香港自治法》制裁5名香港中聯辦副主任，中國外交部宣布根據《反外國制裁法》對美方5名官員實施對等制裁。[655]

- 12月31日：中國財政部緊急下撥5億元，以支持陝西省2019冠狀病毒病疫情防控工作。[656]

## 灾难与事故
此欄列出2021年中國大陸的主要災難與事故。
| 时间     | 灾难与事故                                                   | 逝者人数 |
| -------- | ------------------------------------------------------------ | -------- |
| 1月10日  | 山东栖霞笏山金矿爆炸事故                                     | 11       |
| 4月10日  | 新疆昌吉州呼图壁县白杨沟丰源煤矿“4·10”重大透水事故           | 21       |
| 5月22日  | 黄河石林百公里越野赛事故                                     | 21       |
| 6月10日  | 山西忻州代县大红才铁矿“6·10”重大透水事故                     | 13       |
| 6月13日  | 2021年十堰燃气爆炸事故                                       | 26       |
| 6月25日  | 2021年河南商丘武术馆火灾                                     | 18       |
| 7月12日  | 2021年苏州四季开源酒店倒塌事件                               | 17       |
| 7月15日  | 珠海景山隧道“7·15”透水事故                                   | 14       |
| 7月20日  | 2021年7月河南水灾                                            | 398      |
| 7月24日  | 长春一建筑火灾                                               | 15       |
| 7月26日  | 青兰高速甘肃平凉段发生一起特大道路交通事故                   | 13       |
| 8月14日  | 青海西海煤炭开发有限责任公司柴达尔煤矿“8·14”溃砂溃泥重大事故 | 20       |
| 8月14日  | 福建漳州發生重大海灘落水事故                                 | 11       |
| 9月4日   | 黑龍江七台河市勃利縣發生特大交通事故                         | 15       |
| 9月5日   | 安徽太湖有車輛翻側墜入山溝，造成12人死亡、2人受傷。          | 12       |
| 9月18日  | 貴州六枝特區牂牁江發生重大客船側翻事故                       | 10       |
| 10月11日 | 2021年河北大巴坠河事故                                       | 14       |

### 災害

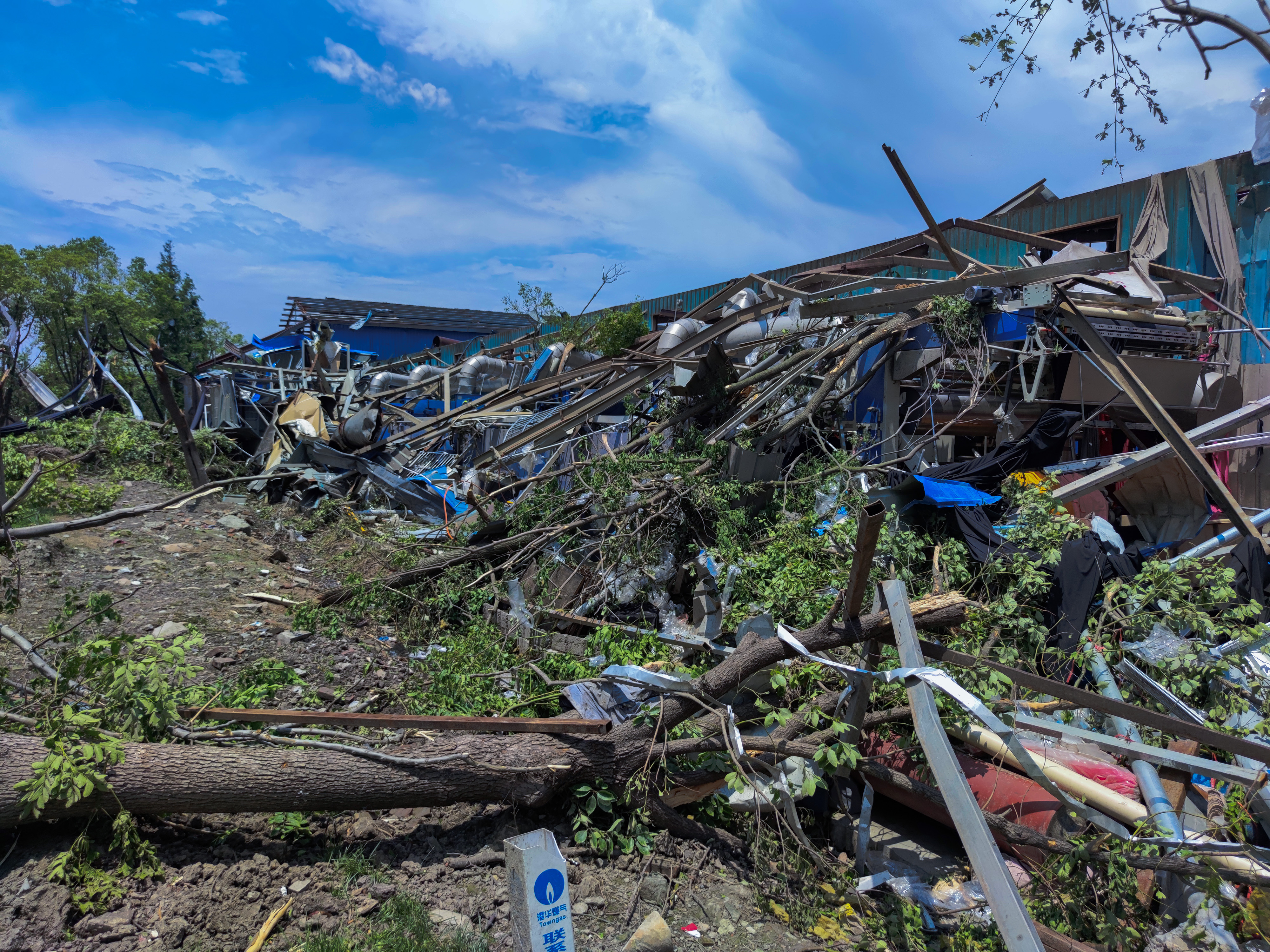
2021年5月14日 江蘇蘇州的盛澤鎮遭受龍捲風襲擊後，民房損毀嚴重，市面一片狼藉。

根據中國應急管理部會同多個部門會商核定，2021年中國自然災害形勢複雜嚴峻，極端天氣氣候事件多發，自然災害以洪澇、風雹、乾旱、颱風、地震、地質災害、低溫冷凍和雪災為主，沙塵暴、森林草原火災和海洋災害等也有不同程度發生。
全年各種自然災害共造成1.07億人次受災，因災死亡失蹤867人，緊急轉移安置573.8萬人次；倒塌房屋16.2萬間，不同程度損壞198.1萬間；農作物受災面積11739千公頃；直接經濟損失3340.2億元。
2021年全國自然災害主要特點有：
- 災害階段性區域性特徵明顯，全年呈現「上輕下重、南輕北重」態勢
- 極端性強降雨過程頻發，華北、西北地區洪澇災害歷史罕見
- 龍捲風等強對流天氣突發，風雹災害點多面廣
- 全國旱情總體偏輕，局地發生階段性旱情
- 颱風登陸數量偏少，“煙花”颱風對華東地區造成較大影響
- 地震活動強度增強，西部地區發生多起強震
- 寒潮天氣集中年初年末，東北局地雪災較重
- 森林草原火災總體平穩，時空分佈相對集中

### 事故
- 3月22日：上午，廣東廣州番禺區化龍鎮明經村村委會召開例會期間，遭到村民自殺式爆炸襲擊，當場造成5死5傷。[658]

- 4月9日：8時50分許，貴州金沙東風煤礦井下發生煤與瓦斯突出事故，造成8人死亡、1人受傷。[659]

- 5月9日：成都市第四十九中學發生學生墜樓事件，引發軒然大波。

- 5月18日：位於深圳福田區華強北街道的賽格大廈自即日起至少3天內多次出現不明搖晃，大批商戶和租戶撤離，大廈於21日起暫停所有人員進出。[660]專家組經調查測試後認爲，振動是桅桿風致渦激共振所造成，大廈主體結構安全。[99]

- 5月22日：
  - 上午，甘肅白銀黃河石林舉行的百公里越野賽遭遇冰雹、凍雨、大風等極端天氣，造成至少21人遇難、8人入院，遇難者包括中國超馬圈領軍人物梁晶、殘運會冠軍黃關軍等圈內高手。消息引發全網熱議，是次比賽的安全預防、後勤保障、應急預案受到質疑。[112][113]
  - 11時47分，大連發生轎車撞人逃逸案，造成4人當場死亡、1人傷重不治、5人受傷，肇事司機已被抓獲，據報此案涉及社會報復行爲。[114]

- 5月25日：
  - 11時許，河南南陽一所小學附近發生暴力事件，一名66歲男子持棍行凶造成12名學生、2名群眾受傷。[661]
  - 下午，四川宜賓一食品廠發生較大毒氣洩漏事故，8名員工吸入硫化氫等有毒有害氣體導致中毒，其中7人死亡、1人受傷。[662]

- 5月29日：21时45分，江苏南京新街口发生恶性伤人事件，一名男子因感情纠纷驾车撞倒前妻后，持刀捅伤上前阻拦的群众，造成包括自己在内的8人受伤[663]。

- 6月1日：據當地政府通報，山東棗莊一小學體育女老師打傷全班54名同學，涉事教師已被停職接受調查。[664]

- 6月4日：
  - 5時許，蘭新鐵路發生較大事故，列車與鐵路施工人員相撞，導致9人不幸遇難。[665]
  - 9時許，廣西梧州一所小學發生砍人事件，一名五旬男保安持刀砍傷40餘名學生及教職工，其中3人重傷。[666]

- 6月5日：16時許，安徽安慶發生隨機砍人事件，造成至少6人死亡、14人受傷。[667]

- 6月6日：中國航天科技集團黨委書記張陶因尋求推薦院士不成，在電梯及走廊毆打兩名老院士至重傷，引發關注。[668]

- 6月7日：14時許，上海市公安局通報指上海楊浦區邯鄲路「某大學」發生持刀傷人案，一名男教師懷恨殺害一名「男同事」，嫌犯隨後被控制。據信事發地點實為復旦大學。[156]次日，復旦大學數學科學學院網站（页面存档备份，存于）公布消息指該院黨委書記王永珍同志不幸遇害身亡，該院的網站也變成黑白色。[157]

- 6月12日：
  - 0時許，貴州貴陽經開區發生較大毒氣洩漏事故，至少8人死亡、3人受傷，據報洩漏氣體可能爲甲酸甲酯。[669]
  - 14時06分，陝西眉縣發生一起車輛側翻事故，一輛載有10人的交通車在太白山森林公園從15米高的彎道跌落，造成3人死亡、7人受傷。[670]

- 6月13日：6時30分許，湖北十堰發生重大事故，當地張灣區艷湖社區的集貿市場因天然氣洩漏導致爆炸發生，波及附近民房，現場一片頹垣敗瓦。最終造成25人死亡，138人受傷送院，當中37人重傷。[671][672]

- 6月14日：20時許，浙江寧波工程學院發生砍人事件，該校一美國籍黑人外教因求愛被拒，將該校23歲的大三女學生殺害。事發後，學校封鎖消息，不讓被害人家屬收拾遺物，撇清關係，只願意退學費。[673]

- 6月18日：廣西柳州一小區發生惡意傷人事件，數十名小區業主就物業費過高等問題維權時，遭物業用高壓水槍和滅火器驅趕，導致6名業主受傷。[674]

- 6月19日：湖南郴州汝城一棟居民自建房垮塌，造成5人死亡、7人受傷。[675]

- 6月22日：寧波發生樁機倒塌事故，造成一名企業老總及其女兒遇難。[676]

- 6月25日：凌晨3時許，河南商丘柘城縣一武術館發生火災，造成18人死亡、16人受傷。[677]

- 7月5日：上海市政工程設計研究院發生一起命案，一名海歸博士在電梯內將副所長割喉致死。[678]

- 7月10日：湖南湘潭縣發生一起溺水事故，5人送醫不治。[679]

- 7月12日：江蘇蘇州一座酒店發生重大坍塌事故，最終造成17人死亡、5人受傷。[680]

- 7月14日：位於巴基斯坦的「一帶一路」項目達蘇水電站出勤班車遭遇爆炸而墜入峽谷，造成中國公民9死28傷，中方對此表示震驚和譴責，巴方則回應指是機械故障所致。[681]

- 7月15日：凌晨，廣東珠海一條興建中的隧道發生滲水事故並坍陷[682]，直至22日中午確認14名被困人員全數罹難。[683]

- 7月16日：下午，福建永安一在建房發生較大坍塌事故，導致8人死亡、2人受傷。[684]

- 7月18日：11時許，浙江杭州西湖區一輛電瓶車在行駛中自燃並爆炸，造成1名女孩被燒傷致死、其父親和1名路人受傷。[685][686]

- 7月24日：吉林長春一棟三層建築發生重大火災事故，導致15人死亡、25人受傷。[687]

- 7月26日：青蘭高速甘肅平涼段發生一起特大道路交通事故，共造成13人死亡、47人受傷。[688]

- 8月1日：重慶大學董姓女副教授墜亡，經查為自主高墜，據稱「未發現其遺書所反映問題」[689]，惟引發網友質疑[690]。

- 8月8日：黑龍江哈爾濱一辦公樓樓頂發生較大坍塌事故，共致4人死亡、7人受傷。[691]

- 8月14日：福建漳州發生重大海灘落水事故，造成11人死亡，6人獲救。[692]

- 8月21日：7時許，一名河南22歲女子在西藏109國道徒步直播時意外捲入車底身亡，引發關注。[693]

- 8月27日：遼寧大連開發區標誌性建築凱旋國際大廈發生火災，事故導致大連地鐵金馬路站封站[694]。同日大連火車站旁一批發市場失火，導致大連地鐵3號線部分路段雙向停駛[695]。

- 9月4日：黑龍江七台河市勃利縣發生特大交通事故，造成15人死亡、1人受傷。[696]

- 9月5日：安徽太湖有車輛翻側墜入山溝，造成12人死亡、2人受傷。[697]

- 9月11日：大連市普蘭店區一住戶家中液化氣罐洩漏引發較大爆燃事故，造成8人死亡、5人受傷。[698]

- 9月18日：貴州六枝特區牂牁江發生重大客船側翻事故，造成至少10人遇難、5人失聯。[699]

- 9月24日：遼寧遼陽一企業因突發限電，發生高爐煤氣中毒事故，23人送醫。[700]

- 10月11日：河北石家莊平山縣發生一輛載有51人的大巴車，駛經大橋時因上游水庫洩洪而傾覆墜河，造成14人死亡。[701]

- 10月21日：遼寧瀋陽市和平區太原南街一棟商住樓發生燃氣爆炸事故，造成5人死亡、52人受傷。[702][703]

- 10月24日：
  - 江蘇南京航空航天大學一實驗室發生爆燃，造成2人死亡、9人受傷。[461]
  - 遼寧大連瓦房店一居民樓發生燃氣閃爆事故，造成2人死亡、7人受傷。[704]

- 11月22日：早前進入雲南哀牢山深處後失聯8天的4名中國地質調查局隊員被找到，均已遇難。[705]

- 12月12日：山东烟台一艘载有14人的货船沉没，最少9人遇难。[706]

- 12月15日：山西孝義市發生非法盜採煤炭案件引發透水事故，導致22人被困，當中2人死亡。[707][708]

- 12月18日：湖北鄂州市境內的滬渝高速公路發生橋樑側翻事故，造成最少4人死亡、8人受傷。[623]

## 节假日与活动
以下列出2021年中國大陸的重要節日、假日、紀念日及活動。
| 月份 | 重要節日、假日、紀念日及活動 |
| ---- | --- |
| 1月  | - 1月1日：元旦（1月1-3日：元旦假期） - 1月5日：小寒 - 1月10日：中國人民警察節 - 1月20日：大寒、臘八節 |
| 2月  | - 2月3日：立春 - 2月4日：小年夜 - 2月11日：除夕 - 2月12日：春節（2月11-17日：春節假期） - 2月14日：情人節 - 2月18日：雨水 - 2月26日：元宵節 |
| 3月  | - 3月4日：龍抬頭 - 3月5日：驚蟄、學雷鋒紀念日 - 3月8日：婦女節 - 3月12日：植樹節 - 3月14日：中和節、龍頭節 - 3月17日：中國國醫節 - 3月20日：春分 - 3月25日：全國中小學生安全教育日                                                                                    |
| 4月  | - 4月1日：愚人節 - 4月4日：清明節（4月3-5日：清明節假期） - 4月20日：穀雨 - 4月22日：世界地球日 |
| 5月  | - 5月1日：勞動節（5月1-5日：勞動節假期） - 5月4日：五四青年節、五四運動102周年 - 5月5日：立夏 - 5月9日：母親節 - 5月12日：國際護士節 - 5月20日：全國學生營養日 - 5月21日：小滿                                                                                        |
| 6月  | - 6月1日：兒童節 - 6月5日：芒種 - 6月6日：全國愛眼日 - 6月7日：2021中國高考開考 - 6月14日：端午節（6月12-14日：端午節假期） - 6月20日：父親節 - 6月21日：夏至 - 6月25日：全國土地日                                                                                   |
| 7月  | - 7月1日：建黨節、中國共產黨成立100周年慶祝活動、香港回歸24周年 - 7月7日：小暑、七七抗戰紀念日 - 7月11日：國家航海日 - 7月22日：大暑 |
| 8月  | - 8月1日：建軍節 - 8月2日：火把節 - 8月7日：立秋 - 8月14日：七夕節 - 8月15日：抗日戰爭勝利紀念日 - 8月22日：中元節 - 8月23日：處暑 |
| 9月  | - 9月3日：中國人民抗日戰爭勝利日 - 9月7日：白露 - 9月10日：教師節 - 9月11日：全國科普日 - 9月15日：中華人民共和國第十四屆全國運動會開幕 - 9月18日：全民國防教育日、九一八事变90周年 - 9月21日：中秋節（9月19-21日：中秋節假期） - 9月23日：秋分 - 9月30日：烈士紀念日 |
| 10月 | - 10月1日：國慶節、中華人民共和國成立72周年（10月1-7日：國慶節假期） - 10月8日：寒露 - 10月14日：重陽節、老年節 - 10月23日：霜降 |
| 11月 | - 11月7日：立冬 - 11月8日：中國記者節 - 11月9日：全國消防安全宣傳教育日 - 11月11日：光棍節、雙十一購物節 - 11月22日：小雪 - 11月27日：2022年國家公務員考試展開（筆試）                                                                                                |
| 12月 | - 12月4日：國家憲法日 - 12月7日：大雪 - 12月13日：國家公祭日 - 12月20日：澳門回歸22周年 - 12月21日：冬至 - 12月25日：聖誕節 - 12月26日：毛澤東誕辰日 - 12月31日：跨年日                                                                                               |

## 2019冠狀病毒病中國大陸疫情

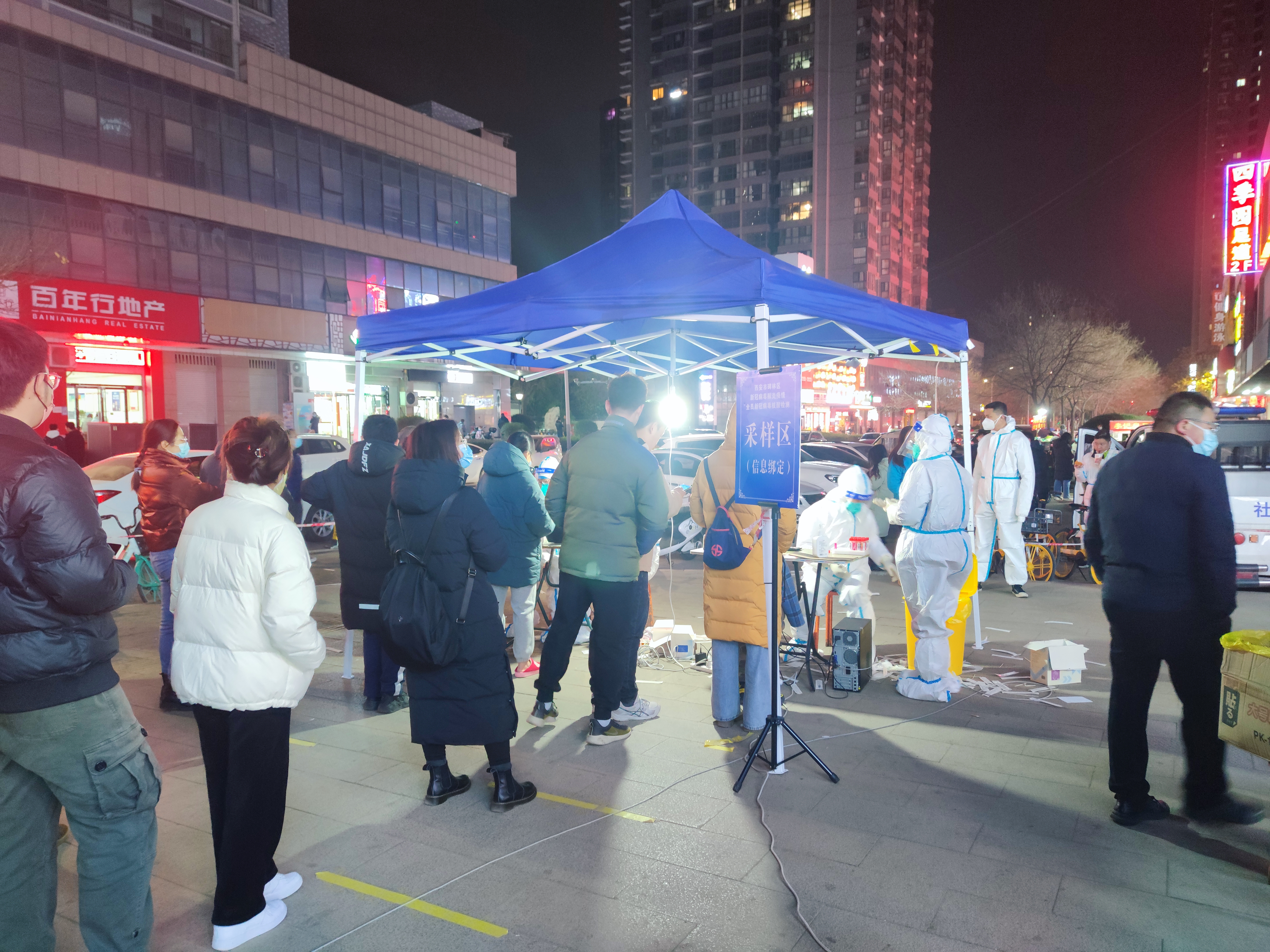
2021年12月 已封城的陝西西安市進行多次全民核酸檢測。

中國大陸2019冠狀病毒病疫情自2020年春以來持續緩和，惟2021年伊始大陸多地本土疫情有復起之勢，例如東北三省、河北、雲南、安徽、遼寧、浙江、廣東、南京、陝西等地都一度出現本土群聚病例，多數涉及境外傳入的變種病毒株，因而具有傳播速度快、傳染能力強的特點。多地升至高或中風險地區，其中河北省進入「戰時狀態」；5月下旬爆發的廣東本土疫情累計報告153例感染者；7月下旬爆發的南京本土疫情擴散至18省48市，累計報告確診1282例；12月中旬爆發的西安本土疫情更導致西安全市實施封閉管理。同時，疫情局地零星反彈也促使民眾接種2019冠狀病毒病疫苗的意願提升，截至12月25日，全國已有超過12億人完成疫苗接種。
儘管中國大陸嚴格的防疫措施有效遏制了疫情擴散，但過度的出行限制也引起社會爭議。例如全國多地政府都在農曆新年前夕呼籲民眾「原地過年」，引發不少爭議聲浪；又例如各地動輒宣佈進入「戰時狀態」，既使民眾產生不必要的恐慌、困惑以及麻痹心理，也影響了正常生產生活；而當局採取封閉管理、強制檢測等一系列措施，加上地方管理混亂，導致物資短缺和物價高昂，令許多居民的基本生計也大受影響，當中尤以12月中旬西安疫情的防控措施最為嚴厲。
2019冠狀病毒溯源問題方面，世界衛生組織關於病毒溯源的第一階段調查於2021年2月結束，調查結論稱「新冠病毒極不可能來自武漢病毒研究所，它可能源自自然界宿主」。惟世衛組織總幹事譚德塞在7月時指出，中國在第一次溯源調查期間沒有與世衛組織團隊分享新冠大流行之前和開始時的原始病人數據，他還呼籲提供有關武漢實驗室的明確信息，並指出作為一名醫學專家，他了解意外可能發生。他還承認世衛中國考察組否認實驗室洩漏病毒的結論是「過早推斷」，並敦促中國對第二階段調查給予更多配合，做到透明、開放及合作。中國政府在7月22日明確表示拒絕世衛新冠溯源第二階段調查計劃，稱計劃透露出「對常識的不尊重和科學的傲慢態度」。

## 2020東京奧運
以下為中國隊在2020東京奧運取得的獎牌數統計。
| 金牌榜總排名 | 金牌得數 | 銀牌得數 | 銅牌得數 | 總分 | 按總數排名 |
| ------------ | -------- | -------- | -------- | ---- | ---------- |
| 第2位        | 38       | 32       | 18       | 88   | 第2位      |

## 逝世
- 5月14日，王元，91岁，中国科学院院士、中国数学家。[94]
- 5月20日，夏德昭，104歲，著名眼科學專家、醫學教育家，第六、七屆全國人大代表，被譽爲「中國眼科醫學界泰斗」。[731]
- 5月21日，楊伯達，94歲，故宮博物院副院長及研究員、國家文物局文物鑑定員、著名美術史及玉文化研究專家。[732]
- 5月22日：
  - 袁隆平，91岁，中国工程院院士、中国杂交水稻育种专家，被誉为“杂交水稻之父”[733][734]。
  - 吳孟超，99歲，中国科学院院士、被譽爲「中國肝膽外科之父」[115]。
- 5月28日：
  - 章開沅，95歲，中國歷史學家、教育家。[735]
  - 何兆武，100歲，中國歷史學家、翻譯家、清華大學教授。[736]
- 6月13日，楊懷定，71歲，知名個人投資者，人稱「楊百萬」「中國第一股民」。[737]
- 6月16日，張志儉，58歲，哈尔滨工程大学黨委常委、副校長、教授。[738]
- 6月17日，許淵沖，100歲，中國翻譯界泰斗、北京大學新聞與傳播學院教授。[739]
- 7月12日，徐鏡人，77歲，揚子江藥業集團董事長、總經理，人稱「千億藥王」。[740]
- 7月22日，徐才根，89歲，表演藝術家，第28屆金雞獎最佳男配角得主。[741]
- 7月29日，巫慧敏，48歲，上海歌手，首屆卡西歐演唱大獎賽冠軍。[742]
- 8月1日，余英時，91歲，著名史學家，被譽爲「21世紀中國史學之泰斗」、「胡適之後最傑出的中國學者」。[743]
- 8月6日，王文娟，95歲，國家一級演員、越劇表演藝術家。[744]
- 8月9日，50歲，著名演員。[745]
- 8月22日，原公浦，87歲，原子彈「功勳工人」。[746]
- 8月28日，金人慶，77歲，原財政部部長、原國家稅務總局局長。[747]
- 9月4日，安琪，89歲，中共黨員，電影演員，表演系教員。[748]
- 10月1日，張旭東，58歲，中共黨員，中央軍委戰略規劃委員會上將專職委員。[749]
- 10月25日，付國豪，30歲，前環球時報編採人員，曾於2019年香港反修例事件期間遇襲受傷。因病去世[750]。
- 11月2日，李澤厚，91歲，哲學家。[751]
- 11月9日，魏永康，38歲，曾被稱爲「東方神童」以及「高分低能」。[752]
- 11月23日，范承秀，99歲，中共開國將領谷景生之妻。[753]
- 12月4日，吳新智，93歲，中共黨員、中國科學院院士、古人類學家。[754]
- 12月5日，許欽，58歲，配音演員。[755]
- 12月12日，塗們，61歲，著名演員。[756]